# Liste der Biografien/Eg
Liste der Biografien |
Portal Biografien |
Personensuche
# |
A |
B |
C |
D |
E |
F |
G |
H |
I |
J |
K |
L |
M |
N |
O |
P |
Q |
R |
S |
T |
U |
V |
W |
X |
Y |
Z |
?
 
Ea |
Eb |
Ec |
Ed |
Ee |
Ef |
Eg |
Eh |
Ei |
Ej |
Ek |
El |
Em |
En |
Eo |
Ep |
Eq |
Er |
Es |
Et |
Eu |
Ev |
Ew |
Ex |
Ey |
Ez
Die Liste der Biografien führt alle Personen auf, die in der deutschsprachigen Wikipedia einen Artikel haben. Dieses ist eine Teilliste mit 1023 Einträgen von Personen, deren Namen mit den Buchstaben „Eg“ beginnt.

## Eg
- Eg, Niklas (* 1995), dänischer Radrennfahrer

### Ega
- Egadse, Amari (* 1939), georgischer Ringer
- Egal, Mohammed Haji Ibrahim (1928–2002), somalischer Politiker, Premierminister, Präsident von Somaliland
- Egala, Imoru (1914–1981), ghanaischer Außenminister
- Egami, Ayano (* 1980), japanische Synchronschwimmerin
- Egami, Namio (1906–2002), japanischer Archäologe
- Egami, Shigeru (1912–1981), japanischer Karatemeister
- Egan, Chandler (1884–1936), US-amerikanischer Golfer
- Egan, Christopher (* 1984), australischer SchauspielerChristopher Egan (* 1984)

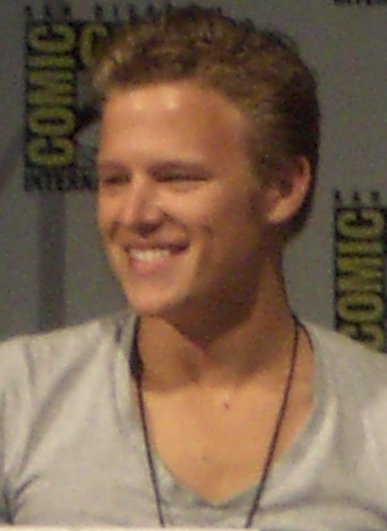
Christopher Egan (* 1984)

- Egan, Clare (* 1987), US-amerikanische Biathletin, Skilangläuferin und Leichtathletin
- Egan, Danielle (* 1973), US-amerikanische Fußballspielerin
- Egan, Doris (* 1955), US-amerikanische Science-Fiction- und Drehbuchautorin
- Egan, Edward Michael (1932–2015), US-amerikanischer Geistlicher, Erzbischof von New York und Kardinal
- Egan, Frank (1872–1927), US-amerikanischer Theaterleiter und -lehrer
- Egan, Gerard (* 1930), schottisch-amerikanischer Psychologe
- Egan, Gladys (1900–1985), US-amerikanische Schauspielerin der Stummfilmzeit
- Egan, Greg (* 1961), australischer Science-Fiction-Schriftsteller
- Egan, Jeffers (* 1974), US-amerikanischer Medienkünstler
- Egan, Jennifer (* 1962), US-amerikanische Schriftstellerin
- Egan, Jenny, US-amerikanische Schauspielerin
- Egan, Joe (1946–2024), britischer Sänger und Songwriter
- Egan, John (* 1939), britischer Manager
- Egan, Kenneth (* 1982), irischer Boxer
- Egan, Kian (* 1980), irischer PopsängerKian Egan (* 1980)

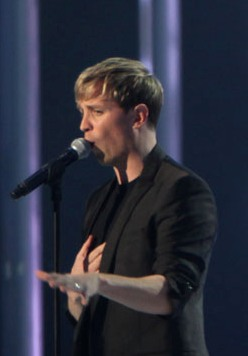
Kian Egan (* 1980)

- Egan, Kieran (1916–1976), irischer Politiker (Fianna Fáil)
- Egan, Mark (* 1951), US-amerikanischer Jazz-Bassist
- Egan, Michael J (1926–2016), US-amerikanischer Jurist, Politiker der Republikanischen Partei
- Egan, Nicholas (1903–1971), irischer Politiker (Fianna Fáil)
- Egan, Pauline (* 1985), australische Filmschauspielerin und Filmproduzentin
- Egan, Peter (* 1946), britischer Schauspieler
- Egan, Philip Anthony (* 1955), britischer Geistlicher, Bischof von Portsmouth
- Egan, Richard (1921–1987), US-amerikanischer Filmschauspieler und Stuntman
- Egan, Richard (1936–2009), US-amerikanischer Unternehmer und Diplomat
- Egan, Thomas (1874–1919), US-amerikanischer Gangsterboss
- Egan, Walter (1881–1971), US-amerikanischer Golfer
- Egan, William (1914–1984), US-amerikanischer Politiker
- Egan, Willie (1933–2004), amerikanischer Rhythm-and-Blues-Musiker
- Egan-Krieger, Jenö von (1886–1965), deutscher Offizier und Politiker (DNVP)
- Egan-Riley, CJ (* 2003), englischer Fußballspieler
- Egan-Simmons, Jennifer (* 1987), irische Sprint-Kanufahrerin
- Egaña Albizu, Xabier (* 1943), baskischer Maler und bildender Künstler
- Egaña Fabres, Mariano (1793–1846), chilenischer Präsident
- Egaña Risco, Juan (1768–1836), chilenischer Präsident
- Egaña, Raúl Becerra (* 1941), kubanischer Diplomat
- Egardus, Paulus († 1655), deutscher Pastor und Erbauungsschriftsteller
- Egarr, Richard (* 1963), britischer Dirigent und Tasteninstrumentspieler
- Egarter Vigl, Eduard (* 1949), italienischer Arzt und Wissenschaftler
- Egarter, Hans (1909–1966), italienischer Widerstandskämpfer (Südtirol)
- Egartner, Christian (* 1964), italienischer Politiker (Südtiroler Volkspartei)
- Egas, Camilo (1889–1962), ecuadorianischer Kunstmaler
- Egas, Cees (1913–2001), niederländischer Politiker (PvdA)
- Egas, Enrique († 1534), spanischer Architekt und Bildhauer
- Egashira, Kazuki (* 1997), japanischer Fußballspieler
- Egawa Hidetatsu (1801–1855), militärischer Beamter des japanischen Bakufu
- Egawa, Genki (* 2000), japanischer Fußballspieler
- Egawa, Shigemitsu (* 1966), japanischer Fußballspieler
- Egawa, Tatsuya (* 1961), japanischer Manga-Zeichner
- Egawa, Yūsei (* 2000), japanischer Fußballspieler

### Egb
- Egbaimo, Aurelie Timi (* 2007), österreichische Handballspielerin
- Egbe, Jeffrey (* 1998), österreichischer Fußballspieler
- Egbele, Aaron (* 1979), nigerianischer Leichtathlet
- Egbeniyi, Abike (* 1994), nigerianische Mittelstreckenläuferin
- Egberink, Tom (* 1992), niederländischer Rollstuhltennisspieler
- Egbers, Gerhard (* 1933), deutscher Textilingenieur und Hochschullehrer
- Egbert († 884), Bischof von Osnabrück
- Egbert († 1132), Bischof von Münster
- Egbert I. (1253–1311), Graf von Bentheim
- Egbert von Lindisfarne († 821), Bischof von Lindisfarne
- Egbert von Lüttich, Weltgeistlicher, Lehrer an der Domschule von Lüttich, Autor der Sammlung Fecunda ratis
- Egbert von Münsterschwarzach, Abt von Münsterschwarzach, Abt von Neustadt am Main, Abt von Lambach
- Egbert von Rathmelsigi († 729), englischer Benediktiner und Klosterreformer
- Egbert von Trier († 993), Bischof
- Egbert von Wessex († 839), König von WessexEgbert von Wessex († 839)

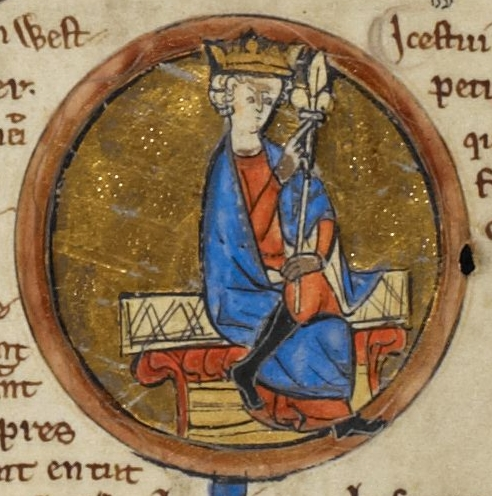
Egbert von Wessex († 839)

- Egbert von York (678–766), Heiliger, Erzbischof von York
- Egbert, Albert Gallatin (1828–1896), US-amerikanischer Politiker
- Egbert, Gladys (1896–1968), kanadische Pianistin und Musikpädagogin
- Egbert, Joseph (1807–1888), US-amerikanischer Politiker
- Egbert, William (1857–1936), kanadischer Politiker und Mediziner
- Egberth, Dennis (* 1989), schwedischer Jazzmusiker (Schlagzeug, Perkussion)
- Egbo, Mandela (* 1997), englisch-nigerianischer Fußballspieler
- Egbon, Godfrey (* 1991), österreichisches Model, Musiker, Schauspieler und Tänzer mit nigerianischen Wurzeln
- Egbring, Carl Heribert (1881–1955), deutscher Politiker (DP/CDU), MdL
- Egbring, Mats (* 2006), niederländischer Fußballspieler
- Egbring-Kahn, Doris (1926–2016), deutsche Schauspielerin
- Egbunike, Innocent (* 1961), nigerianischer Sprinter

### Egc
- Egckl, Wilhelm († 1588), deutscher Baumeister

### Egd
- Egdom, Emiel van (* 1956), niederländischer Gitarrist, Komponist, Arrangeur und Musikproduzent
- Egdom, Jorik Van (* 1995), niederländischer Triathlet

### Ege
- Ege, Albrecht (1878–1943), deutscher Zimmermann, Gewerkschafter und Politiker (SPD)
- Ege, Christian (* 1970), deutscher Politiker
- Ege, Clara (1897–1990), deutsche Malerin
- Ege, Eduard (1893–1978), deutscher Maler, Graphiker und Holzschneider
- Ege, Emil (1833–1893), Landwirt und Landtagsabgeordneter
- Ege, Ernst Jakob von (1791–1854), deutscher Jurist
- Ege, Ernst von (1823–1905), deutscher Theologe
- Ege, George (1748–1829), US-amerikanischer Politiker
- Ege, Hettie Belle (1861–1942), US-amerikanische Mathematikerin und Hochschullehrerin
- Ege, Isabell (* 1984), deutsche SchauspielerinIsabell Ege (* 1984)

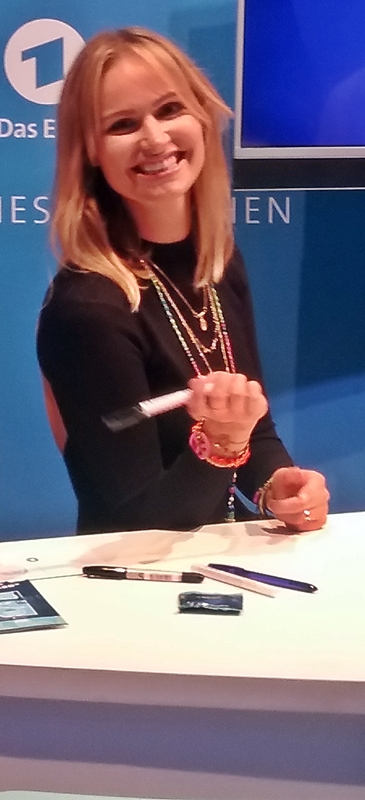
Isabell Ege (* 1984)

- Ege, Julie (1943–2008), norwegische Schauspielerin
- Ege, Karl von (1837–1899), deutscher Reichsgerichtsrat
- Ege, Lina (1879–1971), deutsche Politikerin (SPD)
- Ege, Mogens (1893–1946), dänischer Maler
- Ege, Moritz (* 1978), deutscher Volkskundler
- Ege, Ole (1934–2018), dänischer Fotograf, Filmproduzent, Schriftsteller und Museumsdirektor
- Ege, Othmar von (1847–1913), deutscher römisch-katholischer Geistlicher und Generalvikar des Bistums Rottenburg
- Ege, Søren (* 1979), dänischer Basketballspieler
- Ege, Steinar (* 1972), norwegischer Handballspieler
- Égéa, Claude (* 1963), französischer Jazzmusiker (Trompete, Kornett)
- Egea, José Manuel (* 1964), spanischer Karateka
- Egeberg, Hans-Heinrich (* 1877), dänischer Ringer
- Egeberg, Tommy (* 1981), norwegischer Skispringer
- Egedacher, Christoph (1641–1706), deutsch-österreichischer Orgelbauer
- Egedacher, Christoph der Ältere, deutscher Orgelbauer
- Egedacher, Johann Christoph (1666–1747), Salzburger Orgelbauer
- Egedacher, Johann Ignaz (1675–1744), süddeutscher Orgelbauer
- Egedacher, Johann Rochus (1714–1785), österreichischer Orgelbauer
- Egedacher, Rochus Franz Ignaz (1749–1824), Salzburger Orgelbauer, Priester, Musiker
- Egede, Abel (1880–1945), grönländischer Landesrat
- Egede, Abel (1945–2006), grönländischer Polizist und Kommunalpolitiker
- Egede, Aqqaluaq B. (* 1981), grönländischer Politiker (Inuit Ataqatigiit)
- Egede, Carl (1924–1959), grönländischer Landesrat
- Egede, Erik (1923–1967), grönländischer Schäfer und Landesrat
- Egede, Gerhard (1892–1969), grönländischer Pastor, Katechet und Landesrat
- Egede, Hans (1686–1758), norwegischer lutherischer Pastor und Missionar in GrönlandHans Egede (1686–1758)

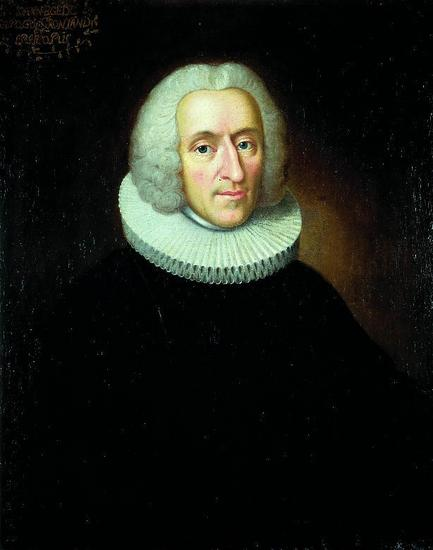
Hans Egede (1686–1758)

- Egede, Hans Pavia (1954–2018), grönländischer Politiker, Unternehmer, Sportfunktionär und Honorarkonsul
- Egede, Ingmar (1930–2003), grönländischer Lehrer, Rektor, Psychologe und Menschenrechtler
- Egede, Ivalo (1956–2020), grönländische Intendantin und Beamtin
- Egede, Jakob II (1901–1988), grönländischer Dichter, Komponist und Musiker
- Egede, Kaj (1951–2013), grönländischer Politiker (Siumut)
- Egede, Lars (* 1894), grönländischer Katechet und Landesrat
- Egede, Múte B. (* 1987), grönländischer Politiker (Inuit Ataqatigiit)
- Egede, Niels (1710–1782), norwegischer Kaufmann
- Egede, Niels (* 1900), grönländischer Katechet, Lehrer und Landesrat
- Egede, Otto (* 1889), grönländischer Landesrat
- Egede, Peter (1908–1996), grönländischer Kaufmann und Landesrat
- Egede, Poul (1708–1789), dänisch-norwegischer Grönland-Missionar, Sprachwissenschaftler und Übersetzer
- Egede, Rita, grönländische Handballspielerin
- Egede, Stine (* 1964), grönländische Politikerin (Inuit Ataqatigiit) und Polizistin
- Egede-Nissen, Ada (1899–1981), norwegische Schauspielerin
- Egede-Nissen, Aud (1893–1974), norwegische Schauspielerin und Theaterregisseurin
- Egedius, Halfdan (1877–1899), norwegischer Maler und Illustrator
- Egel, Franz (* 1949), deutscher Fußballspieler
- Egel, Karl Georg (1919–1995), deutscher Schriftsteller
- Egel, Martin (* 1944), deutscher Konzert- und Opernsänger
- Egeland, Erlend (* 1988), norwegischer Handballspieler
- Egeland, Jan (* 1957), norwegischer Politiker und DiplomatJan Egeland (* 1957)

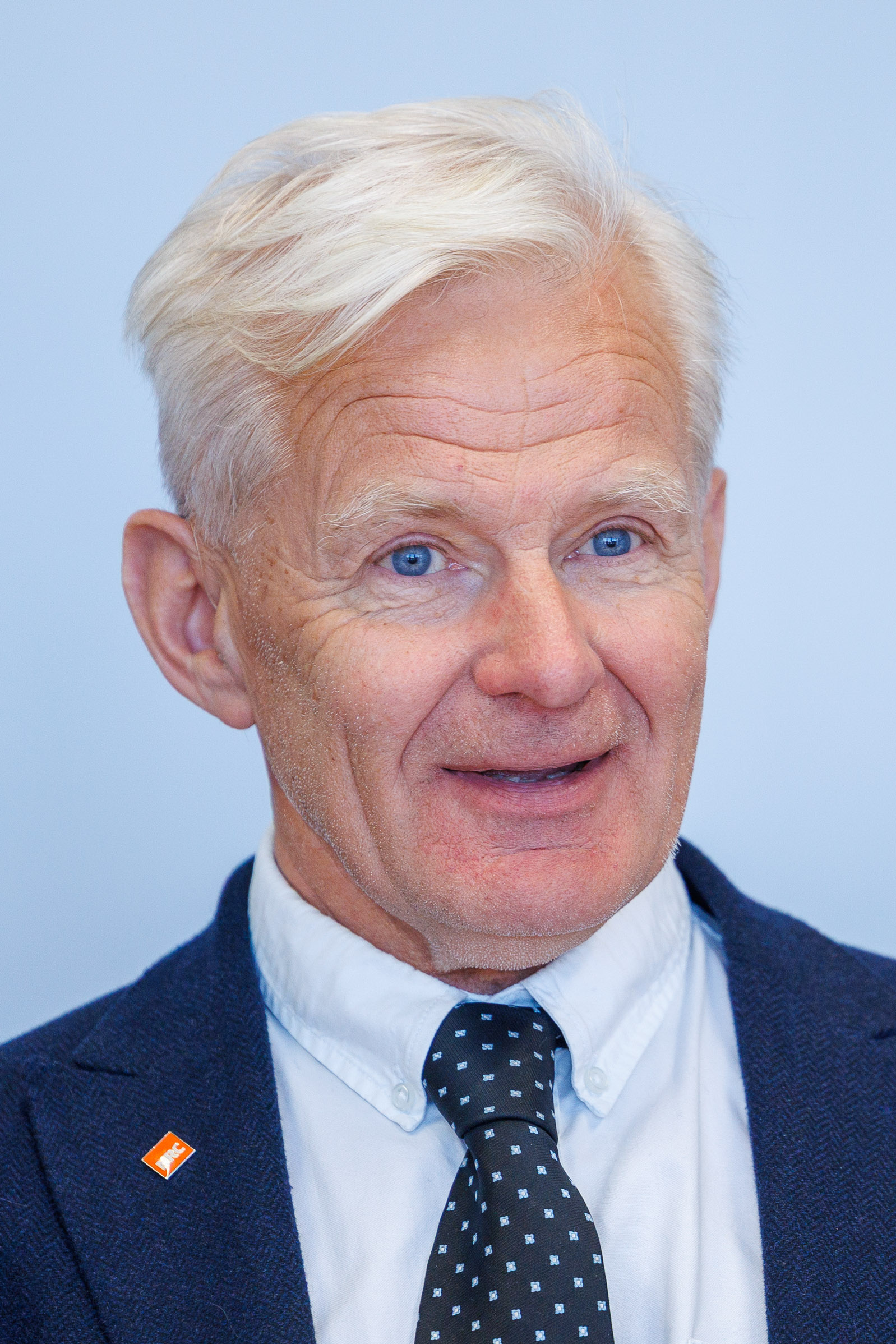
Jan Egeland (* 1957)

- Egeland, Kjølv (1918–1999), norwegischer Politiker und Literaturforscher
- Egeland, Tom (* 1959), norwegischer Schriftsteller und Journalist
- Egele, Josef (1896–1961), österreichischer Politiker (VdU), Landtagsabgeordneter zum Vorarlberger Landtag
- Egeler, Ernst (1908–1978), Schweizer Architekt
- Egeler, Hermann, sächsischer Amtshauptmann
- Egeler, Roderich (* 1950), deutscher Volkswirt, Präsident des Statistischen Bundesamtes
- Egelhaaf, Gottlob (1848–1934), deutscher Politiker
- Egelhaaf, Hans-Joachim (* 1958), deutscher Chemiker
- Egelhaaf, Peter (* 1938), deutscher Physiker
- Egelhaaf, Stefan (1963–2023), Schweizer Physiker
- Egelhaaf-Gaiser, Ulrike (* 1967), deutsche Altphilologin
- Egelhofer, Rudolf (1896–1919), Stadtkommandant von München und Oberkommandierender der Roten Armee während der Münchner Räterepublik im April 1919Rudolf Egelhofer (1896–1919)

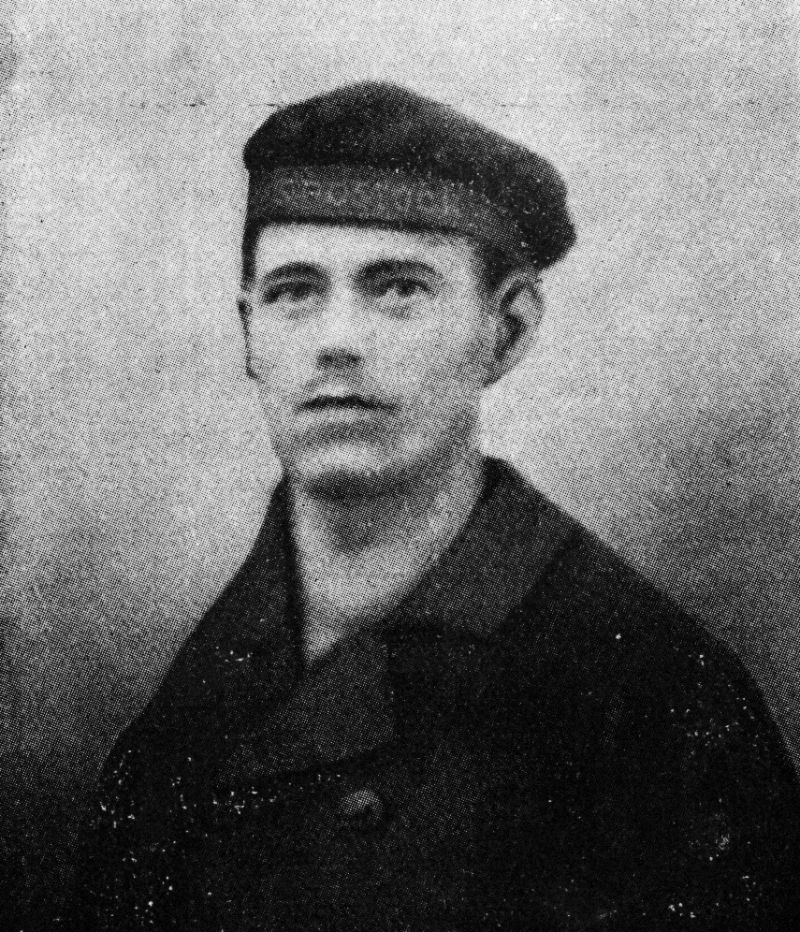
Rudolf Egelhofer (1896–1919)

- Egeliler, Zerrin, türkische Pornodarstellerin
- Egelind, Molly Blixt (* 1987), dänische Schauspielerin
- Egelind, Søs (* 1958), dänische Schauspielerin
- Egeling, Paul (1856–1937), deutscher Architekt, Stadtbaurat
- Egelkraut, Helmuth (1938–2018), deutscher evangelischer Theologe, Historiker und Autor
- Egelkraut, Klaus (* 1935), deutscher Physiker und Autor
- Egell, Augustin (1731–1786), deutscher Maler und Hofbildhauer
- Egell, Paul (1691–1752), deutscher Bildhauer und Stuckateur
- Egells, Franz Anton (1788–1854), deutscher Schlosser und Maschinenbau-Unternehmer
- Egeln, Friedrich von (1654–1735), preußischer Generalleutnant, Chef des Kürassierregiments Nr. 8, Amtshauptmann von Oletzkow
- Egelolf († 1189), Fürstbischof von Eichstätt
- Egelstaff, Susan (* 1982), schottische Badmintonspielerin
- Egelund, Christina (* 1977), dänische Politikerin und Geschäftsfrau
- Egelund, Helene (* 1965), dänische Schauspielerin
- Egelund, Nikolaj (* 1968), dänischer Komponist
- Egely, György (* 1950), ungarischer Ingenieur, Erfinder und Parawissenschaftler
- Egemann, Egon (* 1955), österreichischer Violinist, Sänger, Komponist und Produzent
- Egemann, Hubert (1929–1992), deutscher Politiker (SED)
- Egemann, Ilse (1923–2008), deutsche Tischtennisspielerin
- Egemar, Christian (1937–2004), norwegischer Filmarchitekt und Szenenbildner
- Egemenoğlu, Erdoğan, türkischer Schauspieler, Sprecher und Regisseur
- Egen von Bamberg, mittelhochdeutscher Minnesänger
- Egen, Alexander von (* 1952), italienischer Jurist und Politiker (Südtirol)
- Egen, Austin (1897–1941), österreichischer Pianist, Sänger, Komponist und Schauspieler
- Egen, Friedrich (1903–1974), deutscher Jurist
- Egen, Jean (1920–1995), elsässischer Journalist und Buchautor
- Egen, Markus (1927–2021), deutscher Eishockeyspieler
- Egen, Nurbek (* 1975), kirgisisch-russischer Filmregisseur
- Egen, Sibilla (1471–1538), deutsche Stifterin
- Egen, Tanja (* 1985), deutsche Filmemacherin
- Egen, Ulrich (* 1956), deutscher Eishockeyspieler
- Egen, Wilhelm († 1486), katholischer Priester, Benediktiner und Abt des Klosters Murrhardt
- Egenberger, Johannes Hinderikus (1822–1897), niederländischer Porträt-, Historien- und Genremaler sowie Fotograf
- Egenberger, Rupert (1877–1959), deutscher Sonder-/Heilpädagoge
- Egender, Karl (1897–1969), Schweizer Architekt
- Egender, Nikolaus (1923–2025), römisch-katholischer Ordensgeistlicher, Abt der Dormitio-Abtei in JerusalemNikolaus Egender (1923–2025)

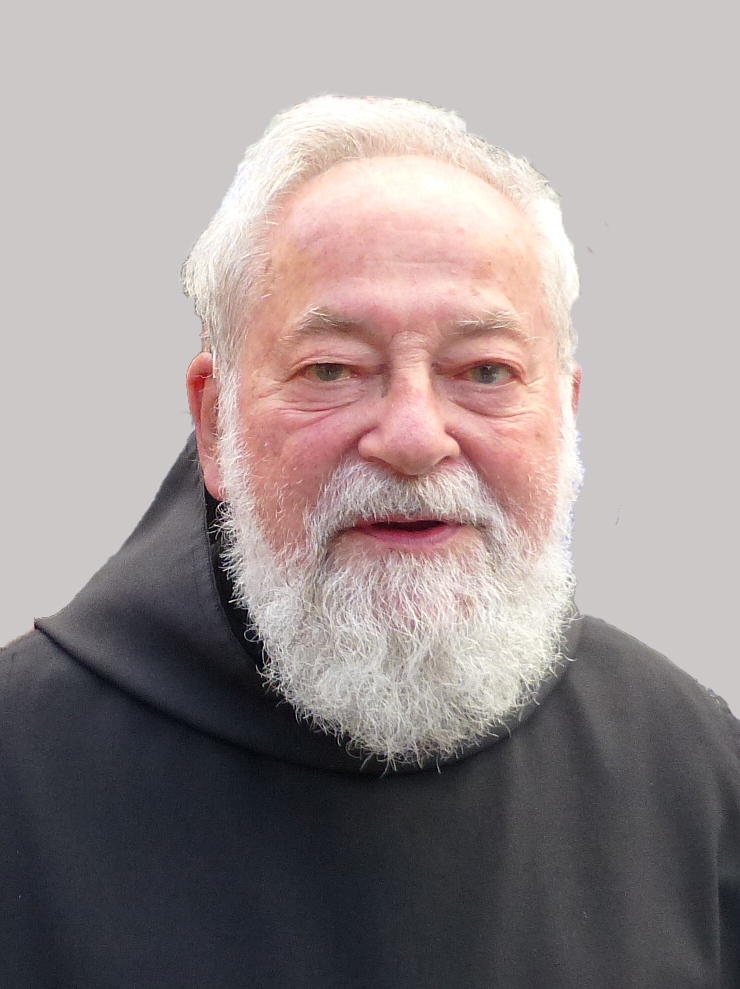
Nikolaus Egender (1923–2025)

- Egender-Wintsch, Trudy (1902–1985), Schweizer Bildende Künstlerin und Autorin
- Egenhofen, Konrad von († 1472), Sohn des Herzogs Wilhelm III. von Bayern
- Egenhofer, Sebastian (* 1968), deutscher Kunsthistoriker und Hochschullehrer
- Egenieff, Franz (1874–1949), deutscher Opernsänger (Bariton) und Filmschauspieler
- Egeno I. von Konradsburg, Edelfreier von Konradsburg
- Egeno II. von Konradsburg, Edelfreier von Konradsburg
- Egenolff, Christian (1502–1555), deutscher BuchdruckerChristian Egenolff (1502–1555)

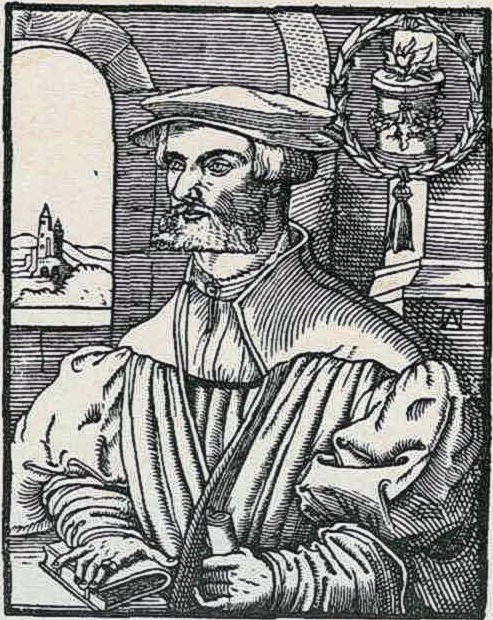
Christian Egenolff (1502–1555)

- Egenter, Richard (1902–1981), deutscher römisch-katholischer Moraltheologe und Hochschullehrer
- Eger von Kalkar, Heinrich (1328–1408), deutscher kartäusischer Mystiker und Choraltheoretiker
- Eger, Agnes (1878–1955), deutsche Kunstmalerin
- Eger, Akiba (1761–1837), Rabbiner und talmudische Autorität
- Eger, Akiva (1913–2001), israelischer Ökonom
- Eger, Anton (* 1980), schwedischer Jazzmusiker (Schlagzeug)
- Eger, Christoph (* 1967), deutscher Prähistorischer Archäologe
- Eger, Cordula (* 1972), deutsche Politikerin (Die Linke)
- Eger, Daniel († 1474), Glockengießer
- Eger, Denise (* 1960), US-amerikanische Rabbinerin
- Eger, Edith (* 1927), amerikanische Psychologin und Holocaustüberlebende
- Eger, Eugen (1887–1953), deutscher Architekt, zuletzt Bundesbahndirektor
- Eger, Ferdinand (1868–1948), österreichischer Jurist und Politiker
- Eger, Frank (* 1959), deutscher Landrat im Landkreis Oldenburg
- Eger, Franz (1889–1956), deutscher Bürgermeister, Hildesheimer Kommunalpolitiker (SPD), MdL
- Eger, Georg Adam (1727–1808), deutscher Maler
- Eger, Günther (* 1964), deutscher Bobfahrer
- Eger, Gustav (1827–1894), deutscher Sprachlehrer und Bibliothekar
- Eger, Hans, deutscher Glockengießer
- Eger, Hansjörg (* 1964), deutscher Politiker (SPD, CDU)
- Eger, Heinz (1932–2023), deutscher Radiologe
- Eger, Hermann (1877–1944), deutscher Politiker (Zentrum), MdR
- Eger, Janett (* 1985), deutsche Journalistin und Moderatorin
- Eger, Karl (1864–1945), deutscher evangelischer Theologe
- Eger, Karl (* 1907), deutscher Landrat
- Eger, Manfred (1927–2016), deutscher Journalist, Schriftsteller und Museumsleiter
- Eger, Marcel (* 1983), deutscher FußballspielerMarcel Eger (* 1983)

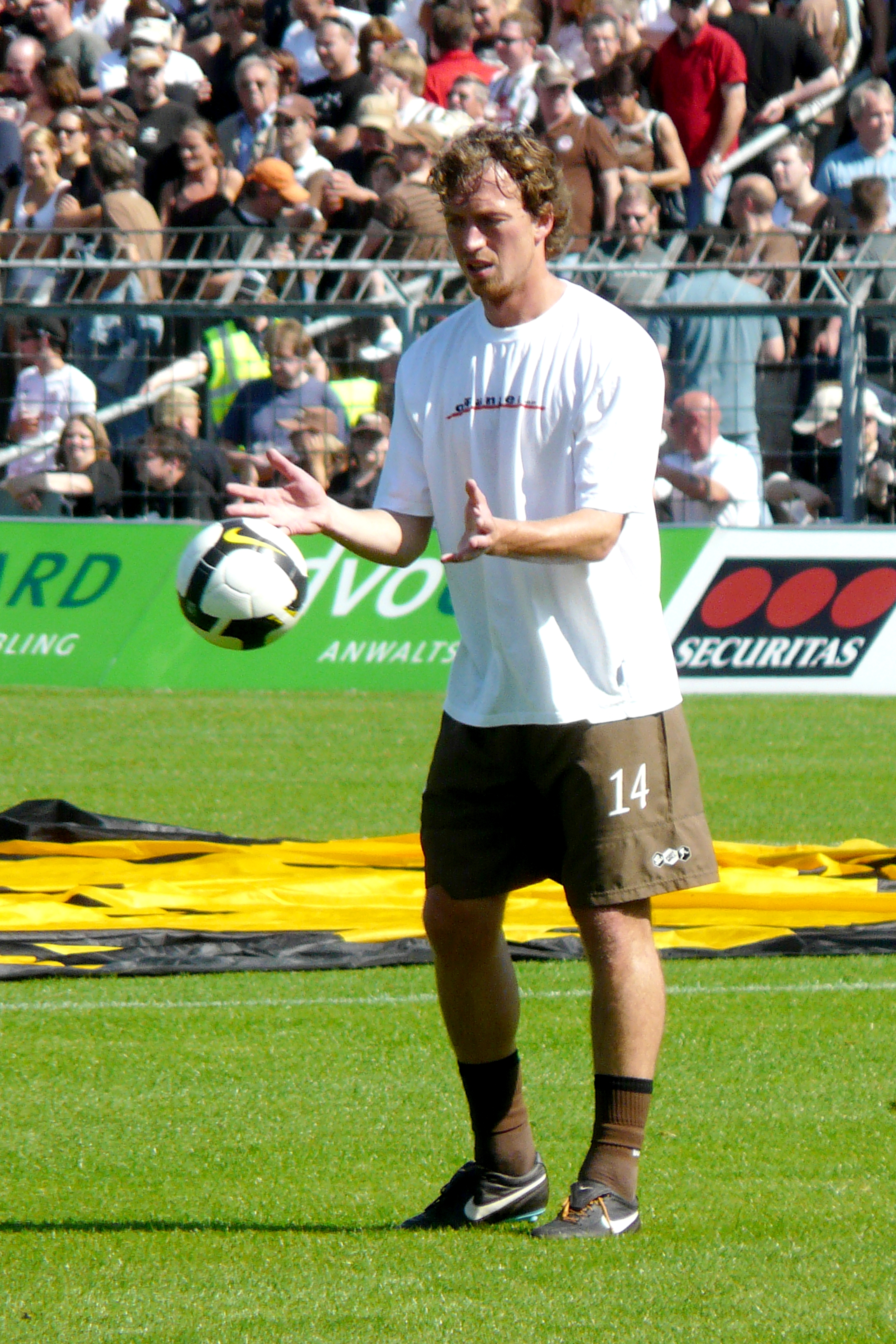
Marcel Eger (* 1983)

- Eger, Oliver (* 1969), deutscher Cartoonist und Illustrator
- Eger, Otto (1877–1949), deutscher Rechtswissenschaftler
- Eger, Paul (1881–1947), österreichisch-schweizerischer Schriftsteller, Regisseur und Intendant
- Eger, Philipp (* 1977), deutscher Sportkommentator, Moderator und Journalist
- Eger, Radames (* 1984), brasilianischer Modedesigner, Künstler und Stadtoriginal
- Eger, Raymond (1911–1982), französischer Filmproduzent
- Eger, Rudolf (1885–1965), österreichisch-schweizerischer Schriftsteller und Regisseur
- Eger, Salomon (1786–1852), polnischer Oberrabbiner und jüdischer Gelehrter
- Eger, Susanna (1640–1713), deutsche Köchin und Kochbuchautorin
- Eger, Thomas (* 1949), deutscher Wirtschaftswissenschaftler
- Eger, Thomas (* 1951), deutscher Pastor, Musiker und Texter von religiösen Liedern
- Eger, Wolfgang, deutscher Schauspieler und Hörspielsprecher
- Eger, Wolfgang (1928–2005), deutscher Historiker, Archivwissenschaftler und Autor
- Eger-Harsch, Gudrun (* 1940), deutsche Sozialwissenschaftlerin
- Egeraat, Erick van (* 1956), niederländischer Architekt
- Egerbladh, Berndt (1932–2004), schwedischer Komponist, Jazzpianist und Fernsehmoderator
- Egerega, Joseph (1940–2013), nigerianischer römisch-katholischer Geistlicher und Apostolischer Vikar von Bomadi
- Egerer, Adam (1859–1936), deutscher Architekt, Land- bzw. Kreisrat und kommissarischer Stadtbaurat in Fürth
- Egerer, Carla, deutsche Schauspielerin
- Egerer, Florian (* 1998), deutscher Fußballspieler
- Egerer, Gislar (1844–1911), österreichischer Benediktiner und Pädagoge
- Egerer, Maria-Luise (* 1945), österreichische Politikerin (ÖVP), Landtagsabgeordnete
- Egerer, Petrus (1820–1897), österreichischer Benediktiner und Religionspädagoge
- Egerer, Ulrich (* 1943), deutscher Fußballspieler
- Egerházi, Attila (* 1964), ungarischer Balletttänzer und Choreograph
- Égerházi, Zsanett (* 1976), ungarisches Nackt-Model und Pornodarstellerin sowie UnternehmerinZsanett Égerházi (* 1976)

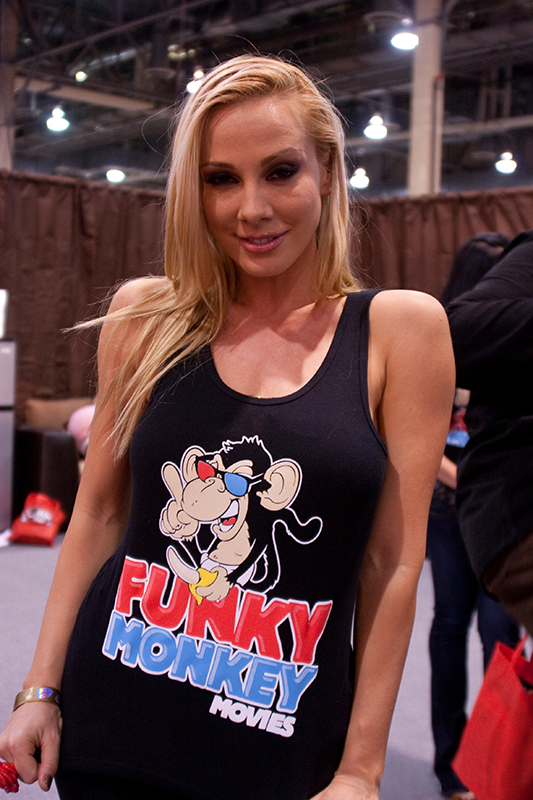
Zsanett Égerházi (* 1976)

- Egeria, nordspanische oder gallische Autorin eines Berichtes über eine Pilgerreise in das Heilige Land
- Egerickx, Dixie (* 2005), britische SchauspielerinDixie Egerickx (* 2005)

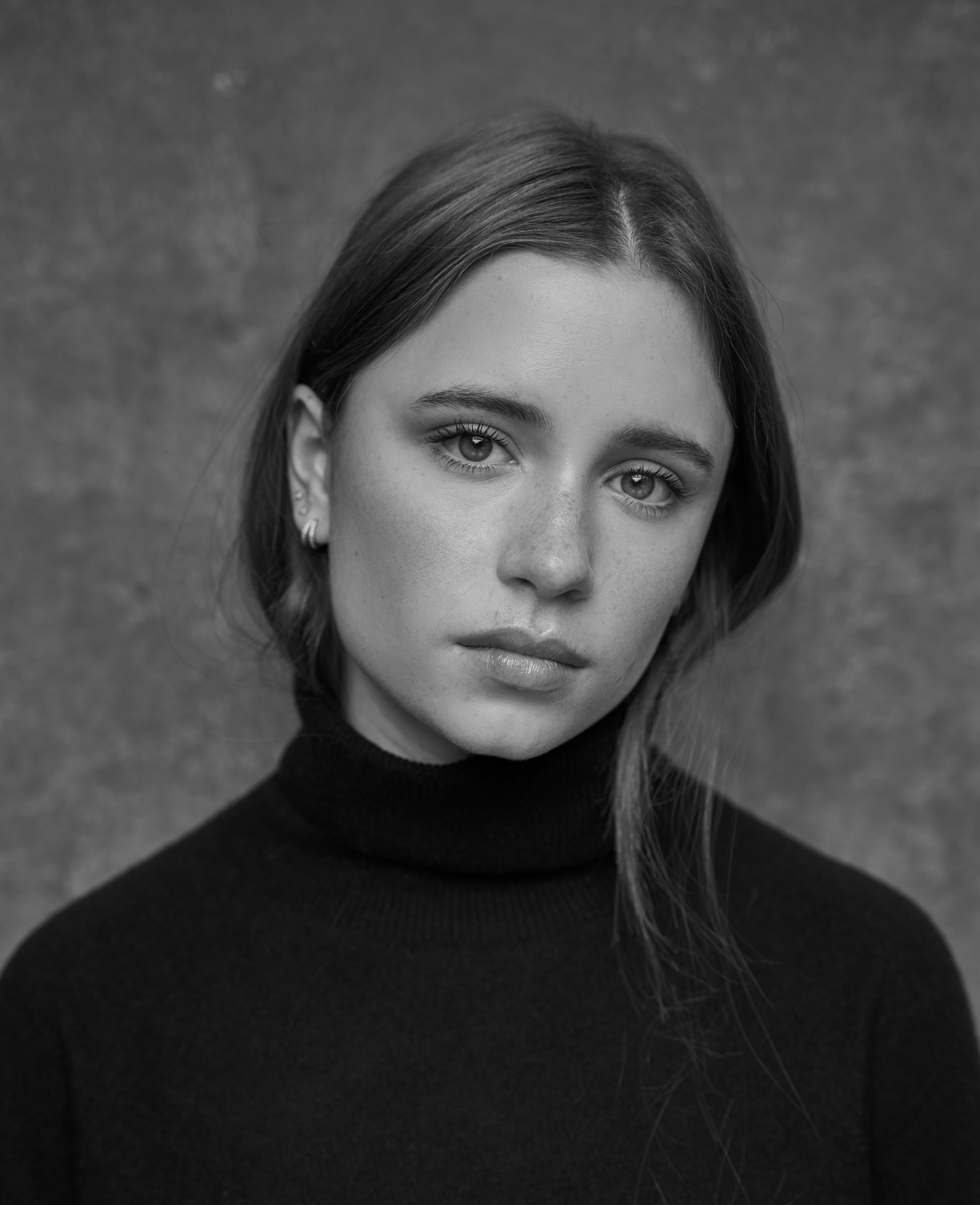
Dixie Egerickx (* 2005)

- Egerland, Erich (1907–1945), deutscher Kommunist und Widerstandskämpfer gegen den Nationalsozialismus
- Egerland, Werner, deutscher Radrennfahrer, Eisschnellläufer und Unternehmer
- Egermann, Eva (* 1979), österreichische Künstlerin
- Egermann, Franz (1905–1989), deutscher Klassischer Philologe
- Egermann, Friedrich (1777–1864), böhmischer Glasmaler, Glastechnologe und Unternehmer
- Egermann, Hauke (* 1981), deutscher Musikwissenschaftler und Hochschullehrer
- Egermann, Johannes (1892–1955), deutscher Politiker der SPD
- Egerod, Søren (1923–1995), dänischer Linguist, Sinologe und Hochschullehrer
- Egers, Jack (1949–2021), kanadischer Eishockeyspieler
- Egers, Samuel Levi (1769–1842), deutscher Rabbiner
- Egersdörfer, Andreas (1866–1946), deutscher Maler und Kunstpädagoge
- Egersdörfer, Heinrich (1853–1915), deutscher Maler, Zeichner und Illustrator
- Egersdörfer, Konrad (1868–1943), deutscher Maler und Illustrator
- Egersdörfer, Luisa, deutsche Turnerin und Behindertensportlerin, Medaillengewinnerin bei Special Olympics World Games
- Egersdörfer, Matthias (* 1969), deutscher Kabarettist, Komiker und SchauspielerMatthias Egersdörfer (* 1969)

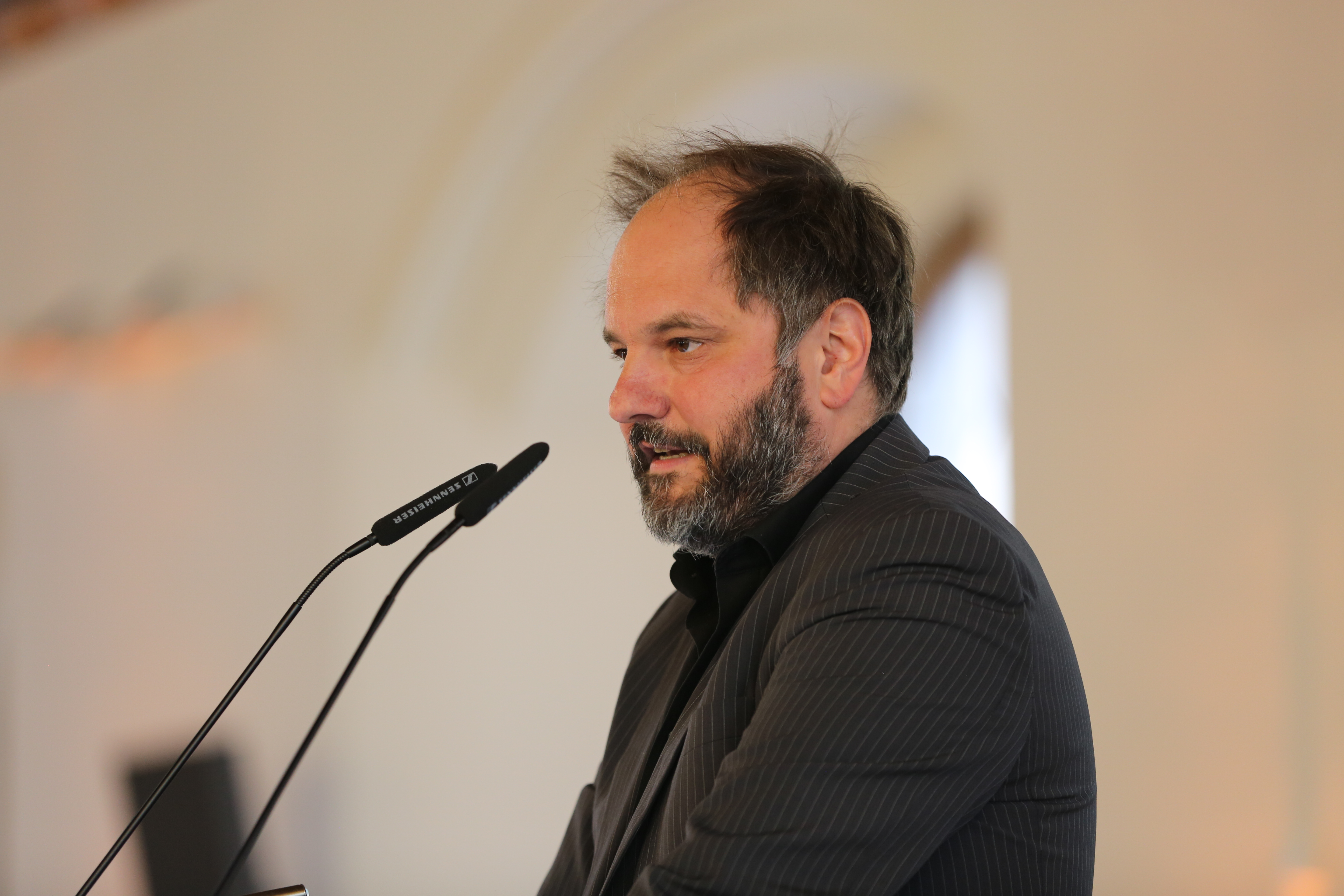
Matthias Egersdörfer (* 1969)

- Egersdorff, Annemarie (* 1894), deutsche Historikerin, Hochschullehrerin und Schulleiterin
- Egerszegi, Krisztina (* 1974), ungarische Schwimmerin
- Egerszegi-Obrist, Christine (* 1948), Schweizer Politikerin (FDP)
- Egert, Bernd (* 1949), deutscher Politiker (SPD) und Staatsrat in der Finanzbehörde Hamburg
- Egert, Ernst (1949–2016), deutscher Chemiker
- Egert, Gerhard (1926–2014), deutscher Lehrer und Heimatforscher
- Egert, Hans Hugo (1921–2016), deutscher Richter
- Egert, Irmgard (* 1932), deutsche Leichtathletin
- Egert, Jürgen (1941–1992), deutscher Politiker (SPD), MdA
- Egert, Moritz (* 1988), deutscher Mathematiker
- Egerter, Wolfgang (1930–2008), deutscher Politiker (CDU), MdL, Staatssekretär
- Egerton, Alfred (1886–1959), britischer Chemiker
- Egerton, Alix (1870–1932), britische Aristokratin, Malerin und Autorin
- Egerton, Arthur (1891–1957), kanadischer Organist, Chorleiter, Komponist und Musikpädagoge
- Egerton, Francis, 1. Earl of Ellesmere (1800–1857), britischer Schriftsteller und Kunstliebhaber
- Egerton, Francis, 3. Duke of Bridgewater (1736–1803), britischer Peer, Politiker und Unternehmer
- Egerton, Francis, 8. Earl of Bridgewater (1756–1829), britischer Exzentriker, Theologe und Adliger
- Egerton, George (1859–1945), britische Schriftstellerin und Feministin
- Egerton, John (1721–1787), britischer anglikanischer Bischof
- Egerton, John, 2. Duke of Bridgewater (1727–1748), britischer Peer
- Egerton, John, 6. Duke of Sutherland (1915–2000), britischer Peer, Kunstsammler und Politiker (Conservative Party)
- Egerton, John, 7. Earl of Bridgewater (1753–1823), britischer Adeliger, Militär und Politiker, Mitglied des House of Commons
- Egerton, Lebbeus (1773–1846), US-amerikanischer Politiker und Vizegouverneur
- Egerton, Maurice, 4. Baron Egerton (1874–1958), britischer Adliger und Offizier
- Egerton, Sarah (1668–1723), englische Dichterin
- Egerton, Tamsin (* 1988), britische Schauspielerin und Model
- Egerton, Taron (* 1989), britischer SchauspielerTaron Egerton (* 1989)

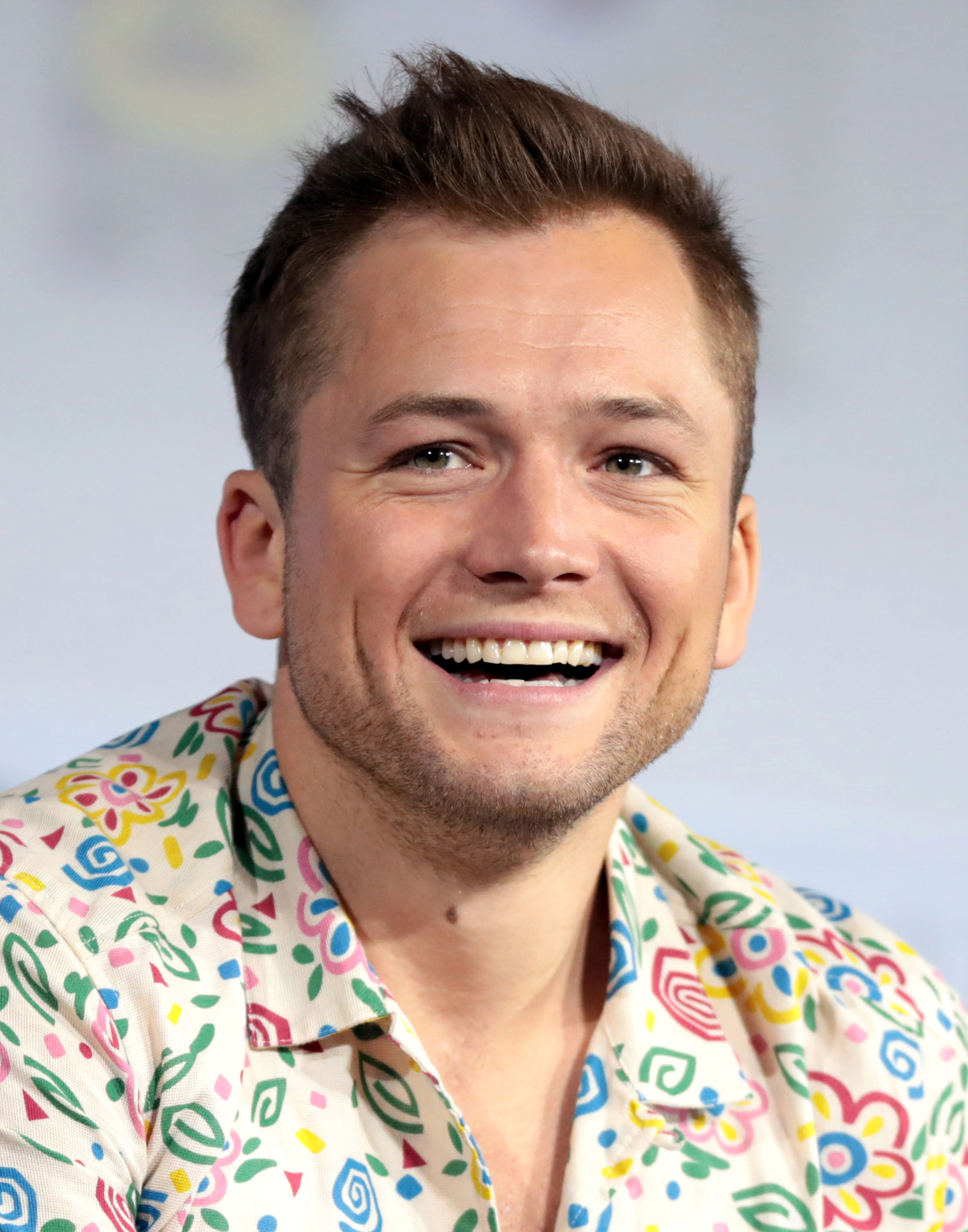
Taron Egerton (* 1989)

- Egerton, Thomas, 1. Earl of Wilton (1749–1814), britischer Peer
- Egerton, Thomas, 1. Viscount Brackley (1540–1617), englischer Politiker
- Egerton, Thomas, 2. Earl of Wilton (1799–1882), britischer Peer und Segler
- Egerton-Meister, mittelalterlicher Buchmaler
- Egerváry, Jenő (1891–1958), ungarischer Mathematiker
- Egesel, Ömer Altay (1913–1985), türkischer Jurist, Chefankläger in den Yassıada-Prozessen
- Egestorff, Georg (1802–1868), deutscher Industrieller
- Egestorff, Johann (1772–1834), deutscher Unternehmer
- Egestorp, Louise (* 1994), dänische Handballspielerin
- Egetemeier, Britta (* 1971), deutsche Verlegerin
- Egetmeyer, Franz Anton (1760–1818), Schneider
- Egetmeyer, Markus (* 1964), deutscher Klassischer Philologe

### Egf
- Egfrid, Graf von Arras (Artois)

### Egg
- Egg, Erich (1920–2008), österreichischer Historiker, Volkskundler und Museumsdirektor
- Egg, Franz (1861–1922), österreichischer Bildhauer
- Egg, Gottfried (1921–2010), Schweizer Jass-Experte und Erfinder des Preisjassens
- Egg, Hans Caspar (1764–1846), Schweizer Politiker
- Egg, Herbert (1927–2022), österreichischer Gewerkschaftssekretär und Politiker (SPÖ), Abgeordneter zum Nationalrat
- Egg, Joseph (1775–1837), Büchsenmacher, Erfinder
- Egg, Lois (1913–1999), österreichischer Bühnenbildner
- Egg, Markus (* 1954), österreichischer Prähistoriker
- Egg, Markus (* 1963), deutscher Linguist und Hochschullehrer
- Egg, Martin (1915–2007), schwäbischer Heimatdichter
- Egg, Oscar (1890–1961), Schweizer Radrennfahrer
- Egg, Rudolf (* 1948), deutscher Psychologe und Kriminologe
- Egg, Urs (1748–1831), Büchsenmacher, Erfinder
- Egg-Beneš, Maria (1910–2005), langjährige Leiterin und Gründerin der Heilpädagogischen Hilfsschule in Zürich

#### Egga
- Eggar, Katharine Emily (1874–1961), walisisch-britische Sängerin, Suffragette und Strafrechtsreformerin
- Eggar, Samantha (* 1939), englische SchauspielerinSamantha Eggar (* 1939)

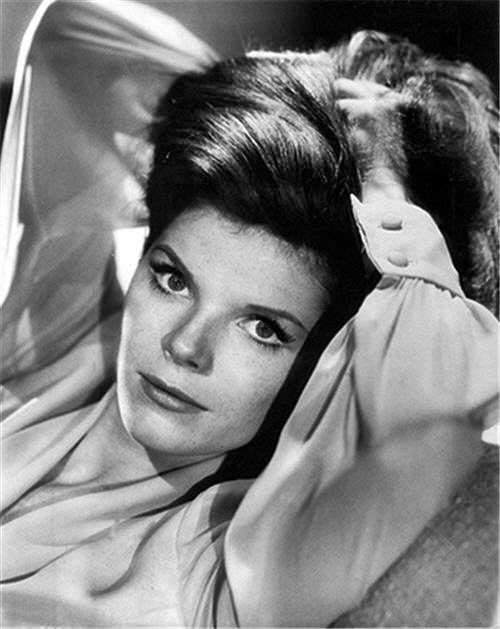
Samantha Eggar (* 1939)

#### Eggb
- Eggby, David (* 1950), britischer Kameramann

#### Egge
- Egge, Bjørn (1918–2007), norwegischer Kriegsveteran und Präsident des norwegischen Roten Kreuzes
- Egge, Heiner (* 1949), deutscher Schriftsteller
- Egge, Klaus (1906–1979), norwegischer Komponist und Musikkritiker
- Egge, Peter (1869–1959), norwegischer Schriftsteller

##### Eggeb
- Eggebrecht, Arne (1935–2004), deutscher Ägyptologe
- Eggebrecht, Axel (1899–1991), deutscher Journalist und SchriftstellerAxel Eggebrecht (1899–1991)

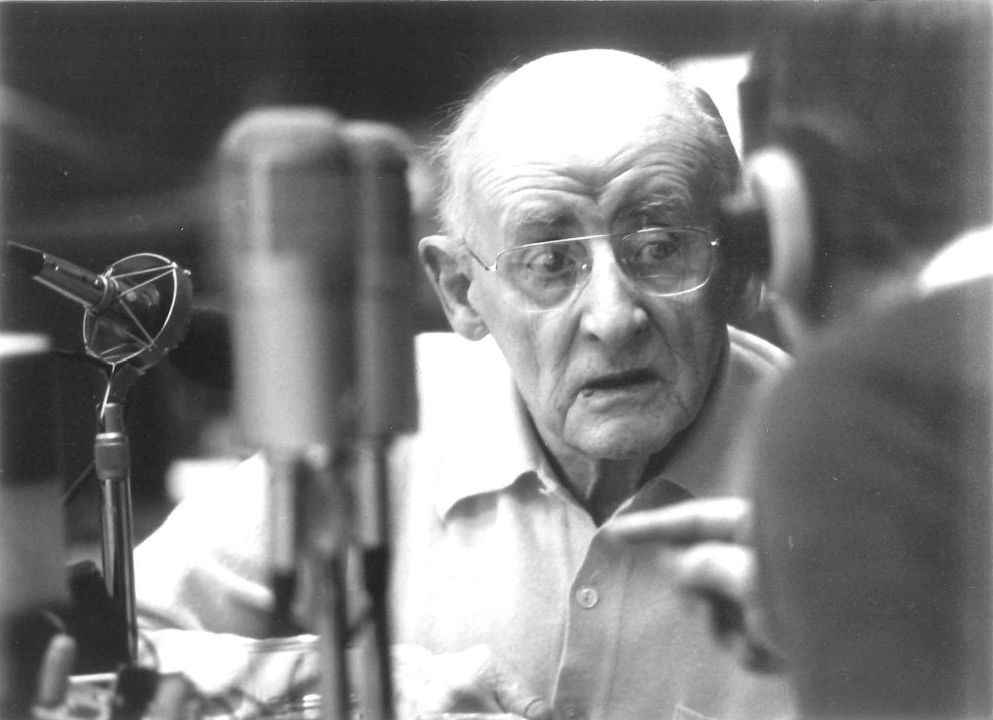
Axel Eggebrecht (1899–1991)

- Eggebrecht, Eva (1933–2021), deutsche Ägyptologin
- Eggebrecht, Fritz (* 1883), deutscher Ruderer
- Eggebrecht, Hans Heinrich (1919–1999), deutscher Musikwissenschaftler
- Eggebrecht, Harald (* 1946), deutscher Musikkritiker, Literaturkritiker und Journalist
- Eggebrecht, Heinrich (1897–1958), deutscher Saatgutforscher
- Eggebrecht, Heinz (1916–1994), deutscher Oberst im Ministerium für Staatssicherheit (MfS) der DDR
- Eggebrecht, Jürgen (1898–1982), deutscher Schriftsteller und Lektor
- Eggebrecht, Peter (1680–1738), deutscher Fayencefabrikant
- Eggebrecht, Renate (1944–2023), deutsche Violinistin und Musikproduzentin
- Eggebrecht, Siegfried (1886–1984), deutscher evangelisch-lutherischer Geistlicher

##### Eggeh
- Eggehard († 972), Abt des Klosters Reichenau (958–972)
- Eggehardus († 1192), Zisterziensermönch, Priester und Abt von Marienfeld

##### Eggel
- Eggeler, Stefan (1894–1969), österreichischer Künstler und Jurist
- Eggeling, Alberto (* 1920), chilenischer Weitspringer
- Eggeling, Arthur (1854–1920), Theaterschauspieler und -regisseur
- Eggeling, Benedict (* 1999), deutscher Ruderer
- Eggeling, Bernhard von (1872–1949), deutscher Offizier und Militärattaché
- Eggeling, Erich (1902–1984), deutscher Journalist
- Eggeling, Frank (* 1963), deutscher Fußballspieler
- Eggeling, Friedrich Karl von (1924–2022), deutscher Forstrat, Naturschützer und Schriftsteller
- Eggeling, Friedrich Ludwig Eduard (1819–1898), deutscher Richter und Politiker
- Eggeling, Fritz (1913–1966), deutscher Architekt und Stadtplaner
- Eggeling, Heinrich von (1838–1911), deutscher Lehrer und Kurator
- Eggeling, Heinz-Werner (* 1955), deutscher Fußballspieler
- Eggeling, Joachim Albrecht (1884–1945), deutscher Politiker (NSDAP), MdR, Gauleiter von Magdeburg-Anhalt, Gauleiter von Halle-Merseburg, Oberpräsident von Halle-MerseburgJoachim Albrecht Eggeling (1884–1945)

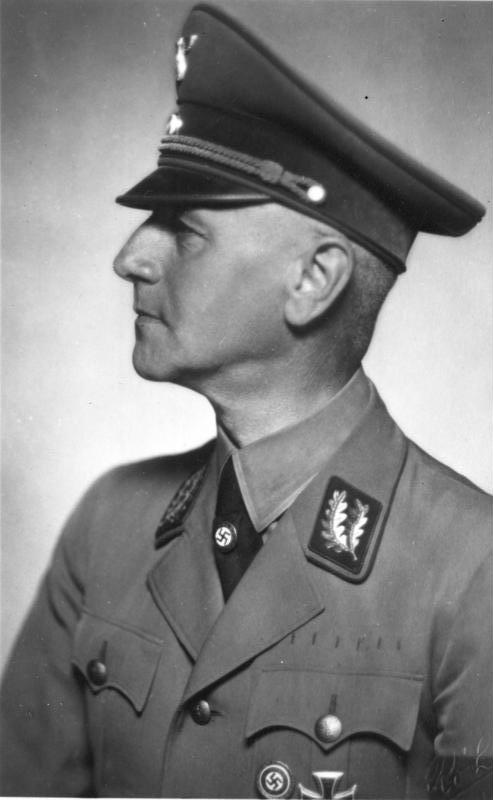
Joachim Albrecht Eggeling (1884–1945)

- Eggeling, Johann Heinrich (1639–1713), deutscher Stadtschreiber
- Eggeling, Julius (1842–1918), deutscher Indologe und Hochschullehrer
- Eggeling, Marc (* 1996), deutscher Triathlet
- Eggeling, Viking (1880–1925), schwedischer Dadaist und Experimentalfilmer
- Eggeling, Willi-Johannes (* 1948), deutscher Kulturgeograph
- Eggelmeyer, Friedel H. (* 1950), deutscher Soldat und Beamter

##### Eggem
- Eggemann, Dominik (* 1989), deutscher Fußballspieler

##### Eggen
- Eggen, Arnljot (1923–2009), norwegischer Schriftsteller
- Eggen, Dan (* 1970), norwegischer Fußballspieler und -trainer
- Eggen, Eystein (1944–2010), norwegischer Schriftsteller
- Eggen, Gjermund (1941–2019), norwegischer Skilangläufer
- Eggen, Jo (* 1941), norwegischer Skilangläufer
- Eggen, Josef Peter (* 1935), deutscher Steuerberater
- Eggen, Louis (1917–1982), belgischer Autorennfahrer
- Eggen, Nils Arne (1941–2022), norwegischer Fußballspieler und -trainer
- Eggen, Olin Jeuck (1919–1998), US-amerikanischer Astronom
- Eggena, Gustav (1850–1915), deutscher Landschafts- und Genremaler
- Eggena, Karl Michael (1789–1840), kurhessischer Jurist und Politiker
- Eggenberg, Hans Ulrich von (1568–1634), Direktor des geheimen Rats und Obersthofmeister Ferdinand II.Hans Ulrich von Eggenberg (1568–1634)

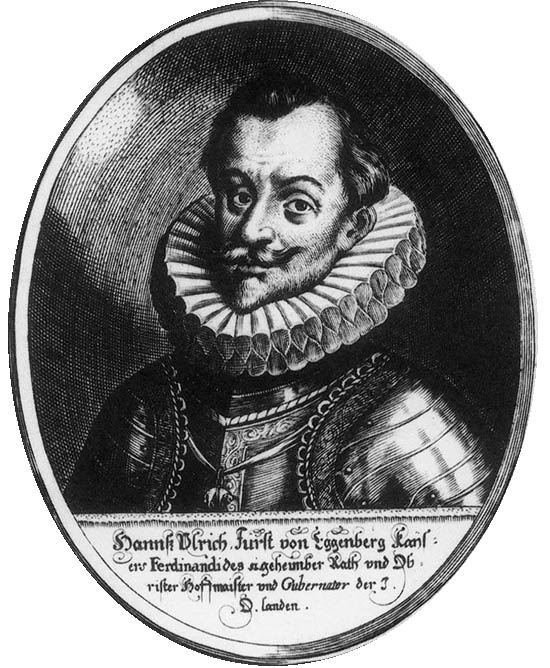
Hans Ulrich von Eggenberg (1568–1634)

- Eggenberg, Johann Anton I. von (1610–1649), österreichischer Adliger und Diplomat, Fürst von Eggenberg, Herzog von Krumau
- Eggenberg, Paul (1918–2004), Schweizer Lehrer, Manager und Mundart-Schriftsteller in Berndeutsch
- Eggenberg, Ruprecht von (1546–1611), österreichischer Feldherr
- Eggenberg, Wolff von († 1615), österreichischer Offizier
- Eggenberger, Christian (1894–1967), Schweizer Politiker (LdU)
- Eggenberger, Georges (1928–2010), Schweizer Politiker (SP)
- Eggenberger, Hans (1881–1946), Schweizer Arzt und Kropfforscher
- Eggenberger, Hans (* 1956), Schweizer Geomantiker und Künstler
- Eggenberger, Katrin (* 1982), liechtensteinische Politikerin (FBP), Regierungsrätin des Fürstentums Liechtenstein
- Eggenberger, Mathias (1905–1975), Schweizer Nationalrat, Ständerat und Regierungsrat
- Eggenberger, Nando (* 1999), Schweizer Eishockeyspieler
- Eggenberger, Oswald (1923–2003), Schweizer reformierter Pfarrer, Kirchenhistoriker und Sektenkenner
- Eggenberger, Peter (1939–2025), Schweizer Autor und Journalist
- Eggenberger, Peter (* 1941), Schweizer Historiker und Kunsthistoriker
- Eggenberger, Robin (* 1995), Schweizer Unihockeyspieler
- Eggenberger, Walter (* 1944), Schweizer Fernseh- und RadiomoderatorWalter Eggenberger (* 1944)

Walter Eggenberger (* 1944)

- Eggendorfer, Theodor (1901–1980), österreichischer Politiker (ÖVP), Mitglied des Bundesrates
- Eggendorffer, Madeleine (1744–1795), Schweizer Verlegerin und Buchhändlerin
- Eggenfellner, Axel (* 1972), österreichischer Judoka
- Eggenfellner, Fabian (* 2001), österreichischer Fußballspieler
- Eggenhofer, Markus (* 1987), österreichischer Skispringer
- Eggenkamp, Gerritjan (* 1975), niederländischer Ruderer
- Eggenreich, Otto (* 1932), österreichischer Schriftsteller und Herausgeber
- Eggens, Monika (* 1990), kanadische Wasserballspielerin
- Eggenschwiler, Franz (1930–2000), schweizerischer Künstler
- Eggenschwiler, Petra (* 1988), Schweizer Duathletin
- Eggenschwyler, Martin (* 1955), Schweizer Journalist und Mediencoach
- Eggenschwyler, Urs (1849–1923), Schweizer Bildhauer, Zeichner und Maler
- Eggensperger, Markus (* 1982), österreichischer Tanzpädagoge
- Eggensperger, Thomas (* 1963), deutscher Theologe
- Eggenstein, Georg (* 1966), deutscher Prähistorischer Archäologe
- Eggenstein-Harutunian, Margret (* 1938), armenische Autorin und Übersetzerin
- Eggenstorfer, Michael († 1552), Letzter Abt des Klosters Allerheiligen (Schaffhausen)

##### Egger
- Egger, Adrian (1908–1978), österreichischer Bildhauer
- Egger, Alexander (* 1979), italienischer Eishockeyspieler
- Egger, Alois (1905–1974), deutscher Politiker (CSU), MdL Bayern, Bürgermeister und Landrat
- Egger, Anneliese (* 1930), Schweizer Schauspielerin
- Egger, Anton (* 1932), österreichischer Ökonom
- Egger, August (1875–1954), Schweizer Jurist und Hochschullehrer
- Egger, Augustin (1833–1906), Schweizer Geistlicher, römisch-katholischer Bischof von St. Gallen
- Egger, Béla (1831–1910), österreichischer Industrieller in der Elektrotechnik
- Egger, Bernd (* 1984), deutscher Synchronsprecher, Nachrichtensprecher und Schauspieler
- Egger, Bernhard (1866–1950), österreichischer Politiker (GdP), Abgeordneter zum Nationalrat
- Egger, Bernhard (1916–2008), deutscher römisch-katholischer Theologe, Pädagoge, Priester und Verlagsleiter
- Egger, Berthold (1852–1891), österreichischer Augustiner-Chorherr und Publizist
- Egger, Bettina (* 1943), Schweizer Kunsttherapeutin
- Egger, Brandolf († 1731), Schweizer Magistrat und Connaisseur
- Egger, Carl (1872–1952), Schweizer Alpinist, Skiläufer, Maler und Schriftsteller
- Egger, Carl Borromäus (1772–1849), deutscher römisch-katholischer Geistlicher und Politiker
- Egger, Daniela (* 1967), österreichische Schriftstellerin
- Egger, Dieter (* 1969), österreichischer Politiker (FPÖ), Landtagsabgeordneter, Vorarlberger LandesratDieter Egger (* 1969)

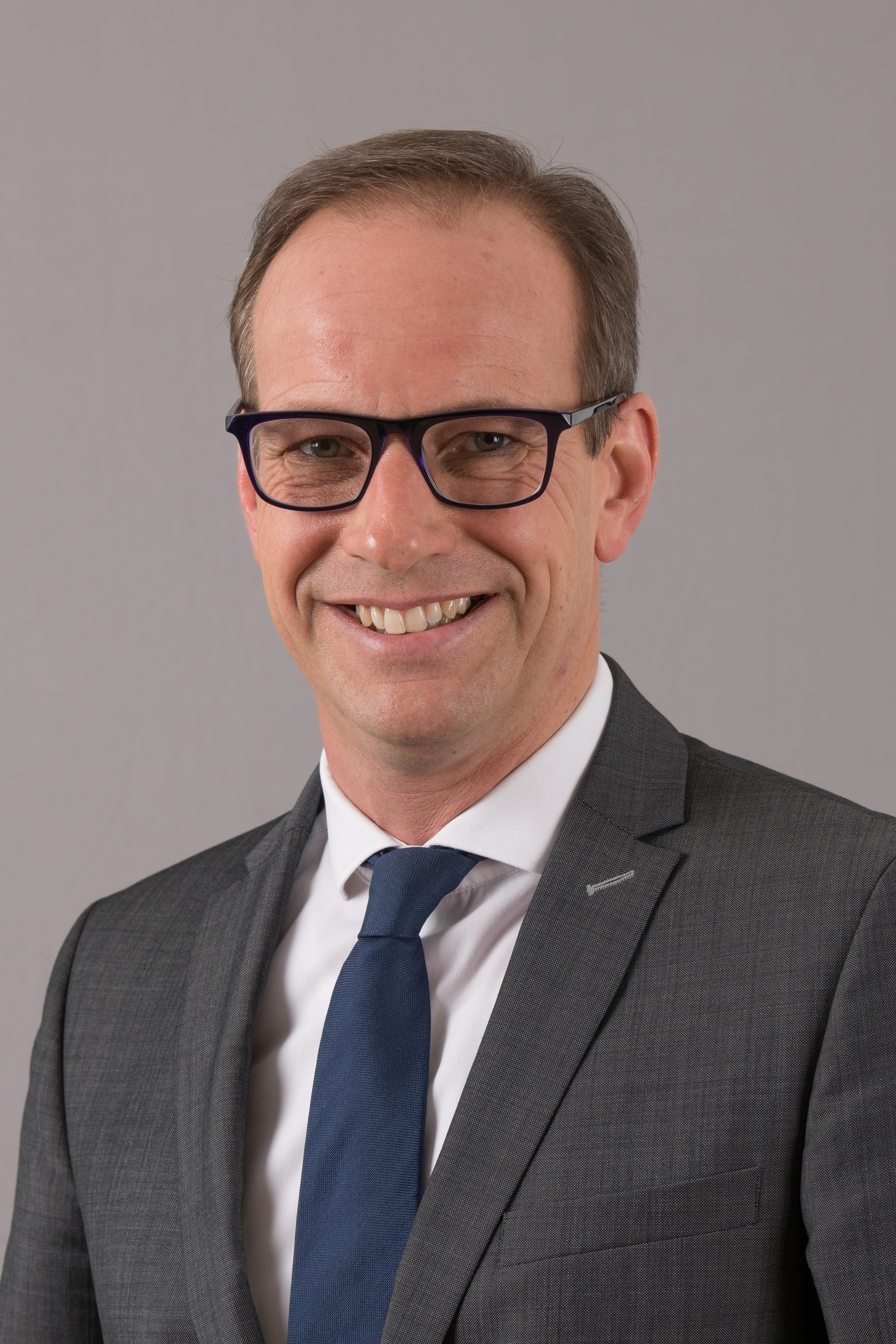
Dieter Egger (* 1969)

- Egger, Edda (1910–1993), österreichische Politikerin (ÖVP), Landtagsabgeordnete, Mitglied des Bundesrates
- Egger, Eduard (* 1970), österreichischer Politiker (FPÖ)
- Egger, Eli (* 1995), österreichische Gleitschirmpilotin
- Egger, Emil (1912–2006), Schweizer Unternehmer
- Egger, Émile (1813–1885), französischer Gräzist und Professor für Griechische Literatur
- Egger, Ferdinand von (1802–1860), österreichischer Industrieller
- Egger, Franz (1810–1877), österreichischer Politiker und Jurist
- Egger, Franz (1836–1918), römisch-katholischer Bischof, Fürstbischof von Brixen
- Egger, Franz (1882–1945), römisch-katholischer Pfarrer in Württemberg und NS-Opfer
- Egger, Franz (1899–1971), Schweizer Primarlehrer und Politiker
- Egger, Franz (* 1952), Schweizer Historiker
- Egger, Franz von (1765–1851), österreichischer Jurist und Hochschullehrer
- Egger, Fritz (* 1960), österreichischer Schauspieler und KabarettistFritz Egger (* 1960)

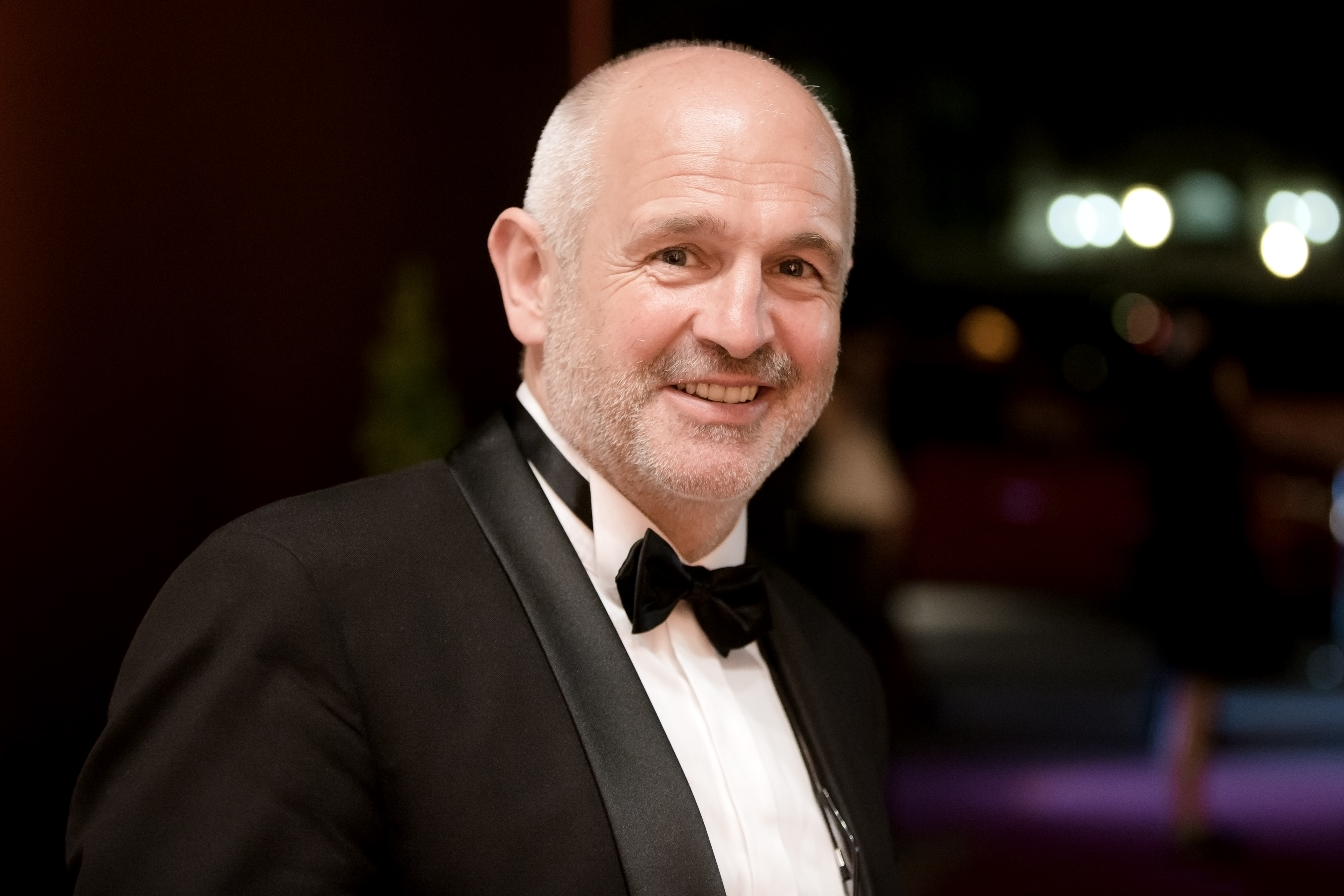
Fritz Egger (* 1960)

- Egger, Georg (* 1995), deutscher Radrennfahrer
- Egger, Gerald (* 1969), österreichischer Fußballspieler
- Egger, Gerd (* 1943), deutscher Judoka
- Egger, Gerhard (* 1949), österreichischer Liedermacher
- Egger, Gottfried (1830–1913), Schweizer Brauereiunternehmer
- Egger, Hans (* 1960), österreichischer Geologe und Stratigraph
- Egger, Hans (* 1962), brasilianischer Skirennläufer
- Egger, Hans Heinrich (1922–2011), Schweizer Filmeditor
- Egger, Heinz (* 1937), Schweizer Illustrator und Zeichner
- Egger, Hermann (1873–1949), österreichischer Kunsthistoriker
- Egger, Hubert (1927–2014), deutscher Skilangläufer
- Egger, Hubert (* 1964), Medizintechniker
- Egger, Inge (1923–1976), österreichische FilmschauspielerinInge Egger (1923–1976)

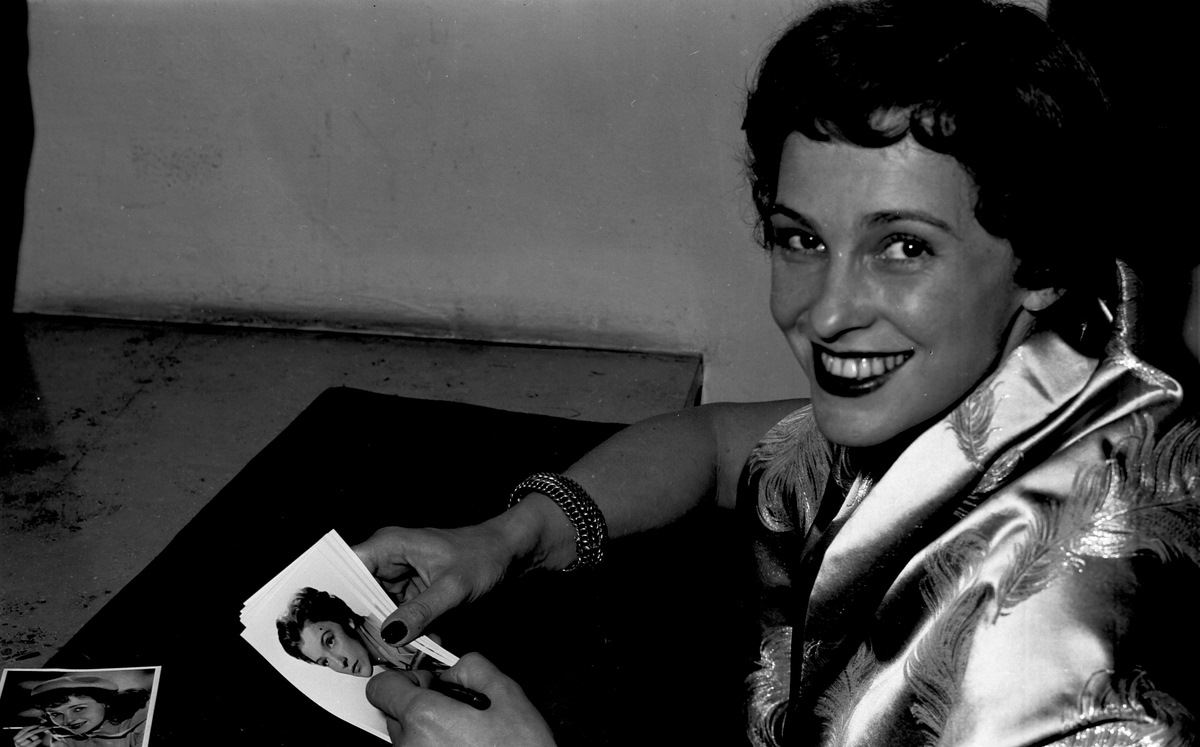
Inge Egger (1923–1976)

- Egger, Irmgard (1953–2015), österreichische Germanistin und Literaturwissenschafterin
- Egger, Jakob (1821–1904), Schweizer Pädagoge und Schulpolitiker
- Egger, Jean (1897–1934), österreichischer Maler
- Egger, Jean-Pierre (1943–2025), Schweizer Leichtathlet
- Egger, Johann Gottlieb (1810–1882), Schweizer Unternehmer und Politiker
- Egger, Johanna (* 1998), österreichische Schauspielerin und Singer-Songwriterin
- Egger, Jolanda (* 1960), Schweizer Schauspielerin, Schönheitskönigin, Model und Rennfahrerin
- Egger, Josef (1839–1903), österreichischer Historiker
- Egger, Josef (1889–1966), österreichischer Schauspieler
- Egger, Josef (1913–1984), deutscher Malermeister, Mitglied des Bayerischen Senats
- Egger, Josef (* 1959), österreichischer Politiker (parteifrei), Landtagsabgeordneter
- Egger, Josef W. (* 1949), österreichischer Mediziner
- Egger, Joseph Georg (1824–1913), deutscher Geologe, Mikropaläontologe und Arzt
- Egger, Jürgen (1959–2009), deutscher Drehbuchautor und Regisseur
- Egger, Karl (1914–2003), italienischer römisch-katholischer Priester, Abtprimas der Augustiner-Chorherren, Latinist und Neulateiner (Südtirol)
- Egger, Kurt (* 1910), deutscher SA-Führer
- Egger, Kurt (1932–2012), deutscher Biologe und Hochschullehrer
- Egger, Kurt (* 1940), italienischer Sprachwissenschaftler und Kapuziner
- Egger, Kurt (* 1956), Schweizer Politiker (Grüne)
- Egger, Kurt (* 1974), österreichischer Politiker (ÖVP)
- Egger, Laura (* 1989), deutsche Schauspielerin
- Egger, Laura (* 2000), deutsche Eishockeyspielerin
- Egger, Luis (1921–1982), italienischer Südtiroler Attentäter und Schütze
- Egger, M. David (* 1936), US-amerikanischer Mediziner
- Egger, Magdalena (* 2001), österreichische Skirennläuferin
- Egger, Marie von (1851–1929), österreichische Schriftstellerin
- Egger, Markus (* 1975), Schweizer Beachvolleyballspieler
- Egger, Markus (* 1990), österreichischer Fußballtorhüter
- Egger, Martin (1832–1898), österreichischer Jesuitenpater und Physiker
- Egger, Martin (* 1964), Schweizer Politiker (GLP)
- Egger, Max (1927–2019), Schweizer Jurist und Politiker
- Egger, Maximilian Thaddäus von (1734–1805), österreichischer Eisenindustrieller
- Egger, Mike (* 1992), Schweizer Politiker (SVP) und KantonsratMike Egger (* 1992)

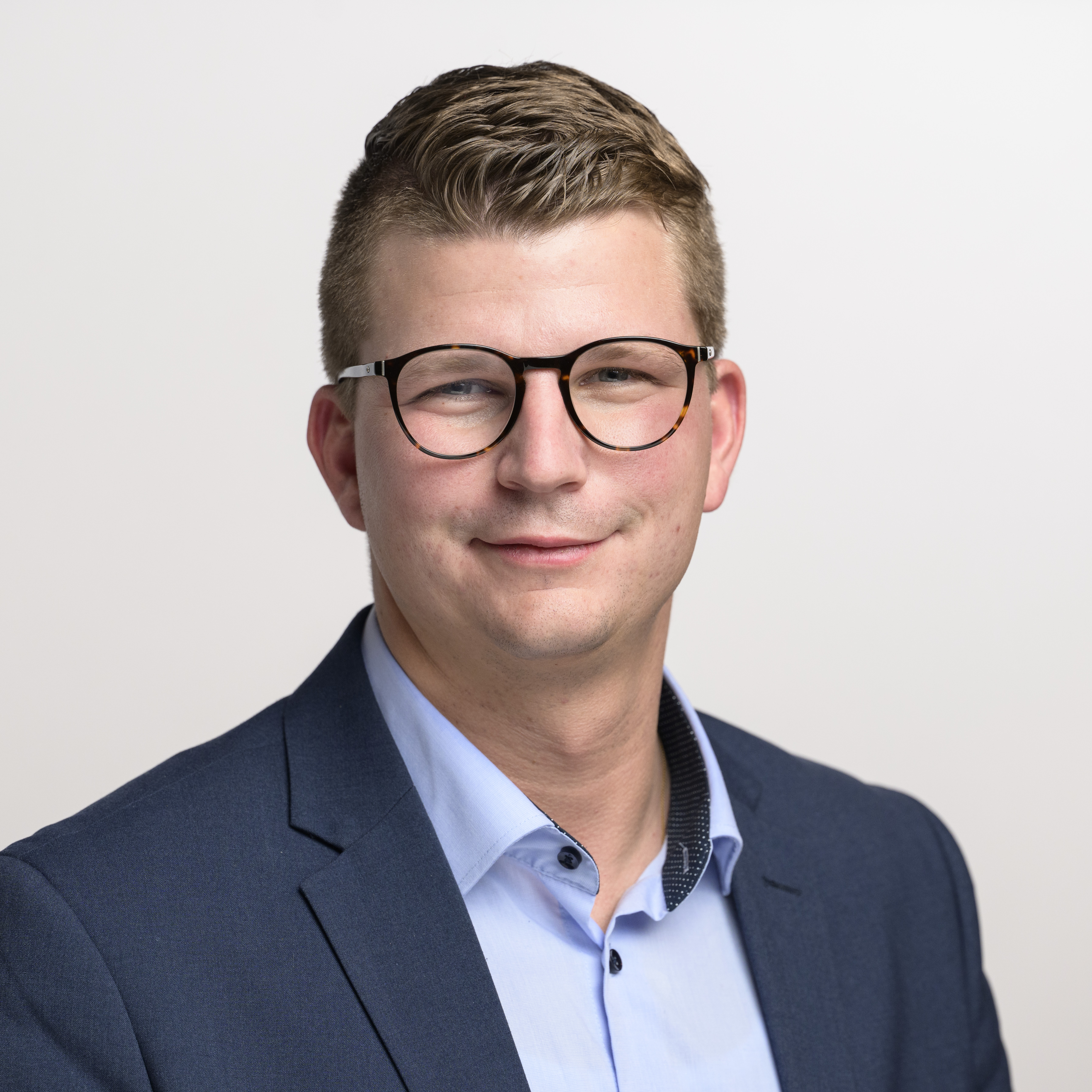
Mike Egger (* 1992)

- Egger, Norbert (* 1939), deutscher Jurist und Kommunalpolitiker (SPD)
- Egger, Norbert (* 1956), deutscher Musiker, Autor, Moderator und Unternehmer
- Egger, Oswald (* 1963), italienischer Lyriker
- Egger, Peter (1809–1875), österreichischer Landwirt und Politiker, Landtagsabgeordneter
- Egger, Peter (* 1948), italienischer Theologe, Philosoph und Autor (Südtirol)
- Egger, Peter (* 1969), österreichischer Ökonom
- Egger, Rainer (1935–2009), österreichischer Historiker
- Egger, Rainer (* 1947), Schweizer Metallblasinstrumentenbauer
- Egger, Rainer (* 1960), österreichischer Schauspieler
- Egger, Ralf (1938–2018), österreichischer Maler
- Egger, Regula (* 1958), Schweizer Leichtathletin
- Egger, Reinhard (1905–1987), deutscher Oberstleutnant der Wehrmacht
- Egger, Reinhard (* 1989), österreichischer Rennrodler
- Egger, Reinhold (1907–2000), österreichischer Eishockeyspieler
- Egger, Renate (* 1947), österreichische Politikerin (SPÖ), Mitglied des Bundesrates
- Egger, Rosemarie (* 1938), österreichische Schriftstellerin
- Egger, Rudolf (1882–1969), österreichischer Althistoriker, Epigraphiker und Archäologe
- Egger, Rudolf (* 1959), österreichischer Pädagoge und Hochschullehrer
- Egger, Sabine (* 1977), österreichische Skirennläuferin
- Egger, Siegfried (* 1970), österreichischer Politiker (ÖVP), Landtagsabgeordneter in Tirol
- Egger, Stefanie (* 1987), italienische Handballspielerin (Südtirol)
- Egger, Thomas (* 1959), italienischer Politiker (Südtirol)
- Egger, Thomas (* 1967), Schweizer Politiker (CVP)
- Egger, Toni (1926–1959), österreichischer Kletterer und Bergsteiger
- Egger, Ueli (* 1958), Schweizer Politiker (SP)
- Egger, Urs (1953–2020), Schweizer Film- und Fernsehregisseur und Filmkritiker
- Egger, Venanz (* 1954), Schweizer Skilangläufer
- Egger, Walter (1895–1991), Schweizer Journalist und Politiker (FDP)
- Egger, Walter (1948–2024), österreichischer Rundfunkmoderator, Pädagoge und Mundartautor
- Egger, Wilhelm (1940–2008), italienischer Geistlicher, Bischof der Diözese Bozen-Brixen
- Egger, Willi (1932–2008), österreichischer Skispringer und Nordischer Kombinierer
- Egger, Willy (1929–2005), österreichischer Produktions- und Herstellungsleiter beim deutschen Film
- Egger, Wolfgang (* 1963), deutscher Autodesigner
- Egger-Büssing, Rudolf (1893–1962), österreichischer Unternehmer
- Egger-Jenzer, Barbara (* 1956), Schweizer Politikerin
- Egger-Kranzinger, David (* 1987), österreichischer Politiker (SPÖ)
- Egger-Lienz, Albin (1868–1926), österreichischer MalerAlbin Egger-Lienz (1868–1926)

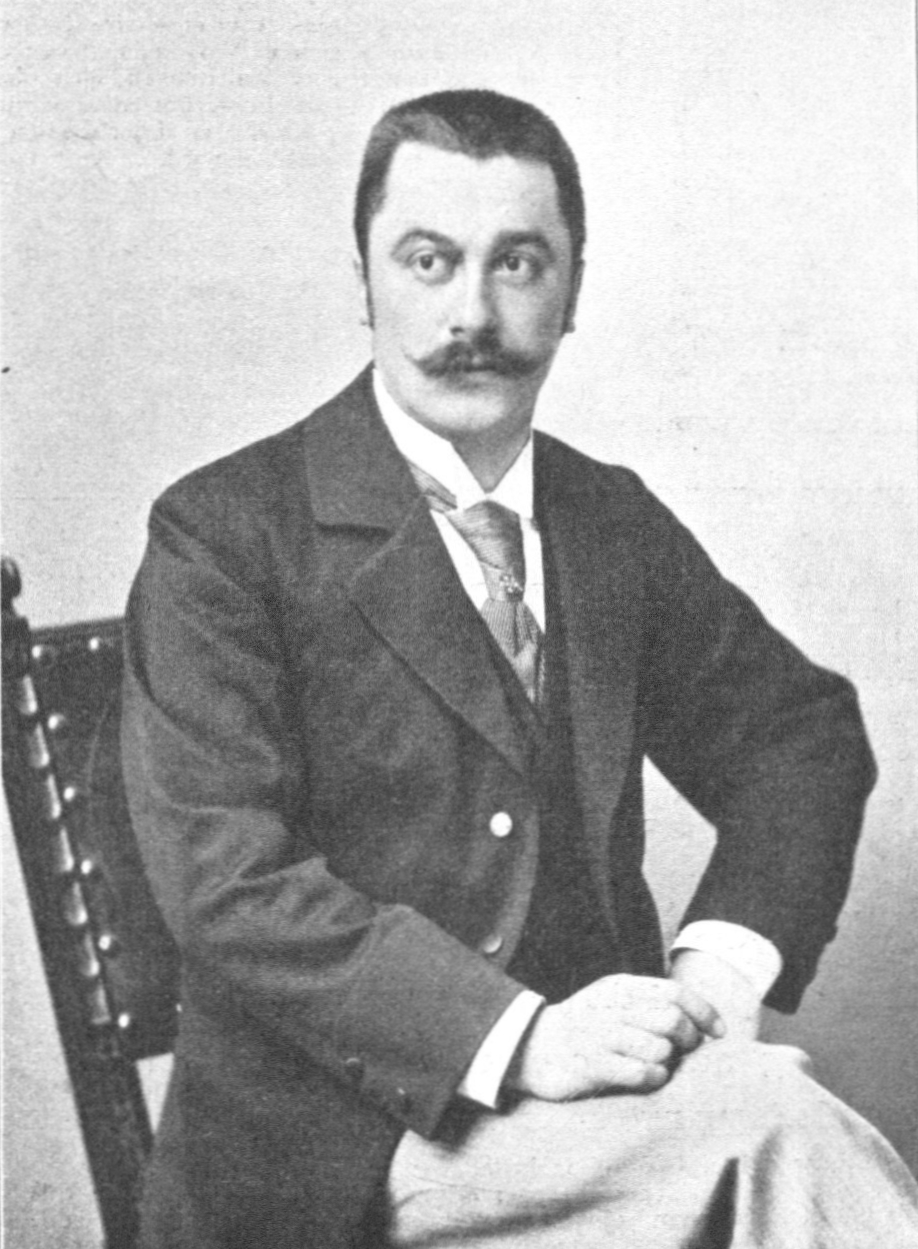
Albin Egger-Lienz (1868–1926)

- Egger-Lienz, Ila (1912–2003), österreichische Schriftstellerin
- Egger-Looser, Sophie (1879–1969), Schweizer Malerin und Grafikerin
- Egger-Möllwald, Alois von (1829–1904), österreichischer Schuldirektor, Germanist und Politiker
- Egger-Sell, Wilhelm (1878–1946), deutscher Schauspieler bei Bühne und Film
- Egger-von Moos, Hedwig (1880–1965), Schweizer Geschäftsfrau und Lyrikerin
- Egger-Wyss, Esther (* 1952), Schweizer Politikerin (CVP)

###### Eggera
- Eggerath, Peter (1880–1947), deutscher römisch-katholischer Ordensgeistlicher und Abt der Territorialabtei Nossa Senhora do Monserrate do Rio de Janeiro
- Eggerath, Werner (1900–1977), deutscher Politiker (SED); MdV, MdL

###### Eggerb
- Eggerbauer, Ernst (1932–1995), deutscher Eishockeyspieler
- Eggerbauer, Michael (* 1960), deutscher Eishockeyspieler

###### Eggerd
- Eggerdes, Alard Mauritius (* 1656), deutscher Arzt, Professor der Medizin und Mitglied der Gelehrtenakademie „Leopoldina“
- Eggerdes, Andreas († 1550), deutscher katholischer Theologe, Hochschullehrer und Rektor
- Eggerdes, Peter (1635–1681), deutscher Jurist und Bürgermeister von Rostock

###### Eggere
- Eggerer, Hermann (1927–2006), deutscher Biochemiker

###### Eggeri
- Eggerickx, Sonja (* 1947), belgische Humanistin und Präsidentin der IHEU

###### Eggerm
- Eggermont, Alexander (* 1952), niederländischer Onkologe und Chirurg
- Eggermont, Jaap (* 1946), niederländischer Musiker und Produzent

###### Eggers
- Eggers Lan, Conrado (1927–1996), argentinischer Philosoph und Philosophiehistoriker
- Eggers Nielsen, Anne Dot (* 1975), dänische Fußballspielerin
- Eggers, Alexander Heinrich (1864–1937), deutscher Pädagoge und Publizist
- Eggers, Anke (* 1946), deutsche Opernsängerin und Gesangspädagogin
- Eggers, Bartholomeus, flämischer Bildhauer
- Eggers, Bernhard (1882–1937), deutscher Politiker (NSDAP)
- Eggers, Carl (1787–1863), deutscher Maler
- Eggers, Carsten (1958–2021), deutscher Bildhauer und Maler
- Eggers, Christian (1938–2020), deutscher Kinder- und Jugendpsychiater
- Eggers, Christian von (1758–1813), deutscher Autor und Staatsmann
- Eggers, Christoph (* 1943), deutscher Chirurg und Hochschullehrer
- Eggers, Daniel (* 1973), deutscher Philosoph
- Eggers, Daniel (1975–2001), deutscher rechtsradikaler Liedermacher
- Eggers, Dave (* 1970), US-amerikanischer SchriftstellerDave Eggers (* 1970)

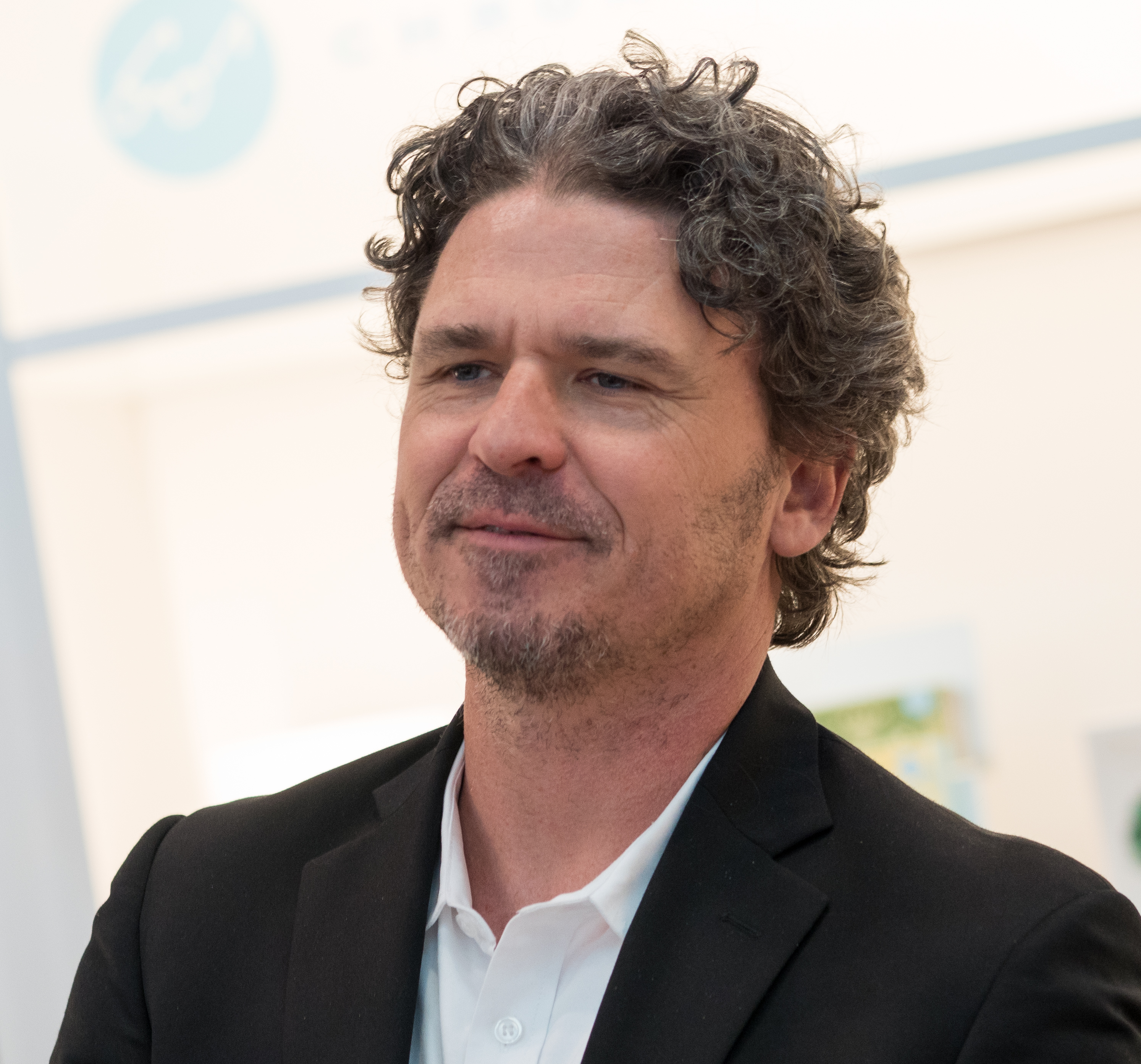
Dave Eggers (* 1970)

- Eggers, Dirk (* 1967), deutscher TV-Produzent
- Eggers, Doug (1930–2025), US-amerikanischer American-Football-Spieler
- Eggers, Eckhard (* 1957), deutscher Slawist
- Eggers, Elina (* 1987), schwedische Wasserspringerin
- Eggers, Erik (* 1968), deutscher Historiker, Autor und Sportjournalist
- Eggers, Ernst (1939–2021), deutscher Politiker (FDP)
- Eggers, Friedrich (1819–1872), deutscher Kunsthistoriker
- Eggers, Friedrich (1867–1945), deutscher Politiker und Verwaltungsbeamter
- Eggers, Gerd (1945–2018), deutscher Schriftsteller und Liedermacher
- Eggers, Hans (1907–1988), deutscher Sprachwissenschaftler
- Eggers, Hans Joachim (1927–2016), deutscher Virologe und Hochschullehrer
- Eggers, Hans Jürgen (1906–1975), deutscher Prähistoriker
- Eggers, Harald (1927–1993), deutscher Schauspieler und Hörspielsprecher
- Eggers, Harald (* 1942), deutscher Leichtathlet
- Eggers, Heinz (1918–2012), deutscher Geograph
- Eggers, Helmut (1917–2005), deutscher Kapitän zur See der Bundesmarine
- Eggers, Hermann (1879–1957), deutscher Unternehmer
- Eggers, Hermann-Ragnar (1910–2003), deutscher Elektroingenieur, Erfinder und Repräsentant der elektrischen Mess- und Regelungstechnik
- Eggers, Holger (* 1978), deutscher Basketballspieler
- Eggers, Jakob von (1704–1773), General
- Eggers, Johann (1830–1881), deutscher Kaufmann, Präsident der Bremer Handelskammer
- Eggers, Johann Conrad (1741–1814), deutscher lutherischer Theologe
- Eggers, Jörg A. (* 1936), österreichischer Filmemacher
- Eggers, Karin (* 1945), deutsche Politikerin (CDU), MdHB
- Eggers, Karl (1826–1900), deutscher Lyriker
- Eggers, Karl (1883–1958), deutscher Parteifunktionär (NSDAP) und SA-Führer
- Eggers, Karl (1919–2004), deutscher Politiker (SPD)
- Eggers, Kurt (1905–1943), deutscher Schriftsteller, nationalsozialistischer Kulturpolitiker
- Eggers, Marc (* 1969), deutscher Filmemacher, Kameramann / DoP (Director of Photograph) und Polecam-Operator
- Eggers, Marc (* 1986), deutsches Model, Laiendarsteller, Webvideoproduzent, Reality-TV-Teilnehmer und Schlagersänger
- Eggers, Matthias (* 1985), deutscher Politiker (CDU), MdL NRW
- Eggers, Michael (* 1969), deutscher Germanist
- Eggers, Nicolaus (1689–1758), deutscher lutherischer Theologe und Generalsuperintendent der Generaldiözese Grubenhagen und auf dem Harz
- Eggers, Paul (1888–1939), deutscher Kaufmann und Politiker (DNVP), MdR
- Eggers, Peter (1845–1921), deutscher Kaufmann und Unternehmer
- Eggers, Peter (* 1980), schwedischer Schauspieler
- Eggers, Philipp (1929–2016), deutscher Erziehungswissenschaftler und Jurist
- Eggers, Reinhold (1890–1974), deutscher Pädagoge, Offizier und Schriftsteller
- Eggers, Richard (1905–1995), deutscher Landschaftsmaler und Linolschneider
- Eggers, Robert (* 1983), US-amerikanischer Filmregisseur, Drehbuchautor und SzenenbildnerRobert Eggers (* 1983)

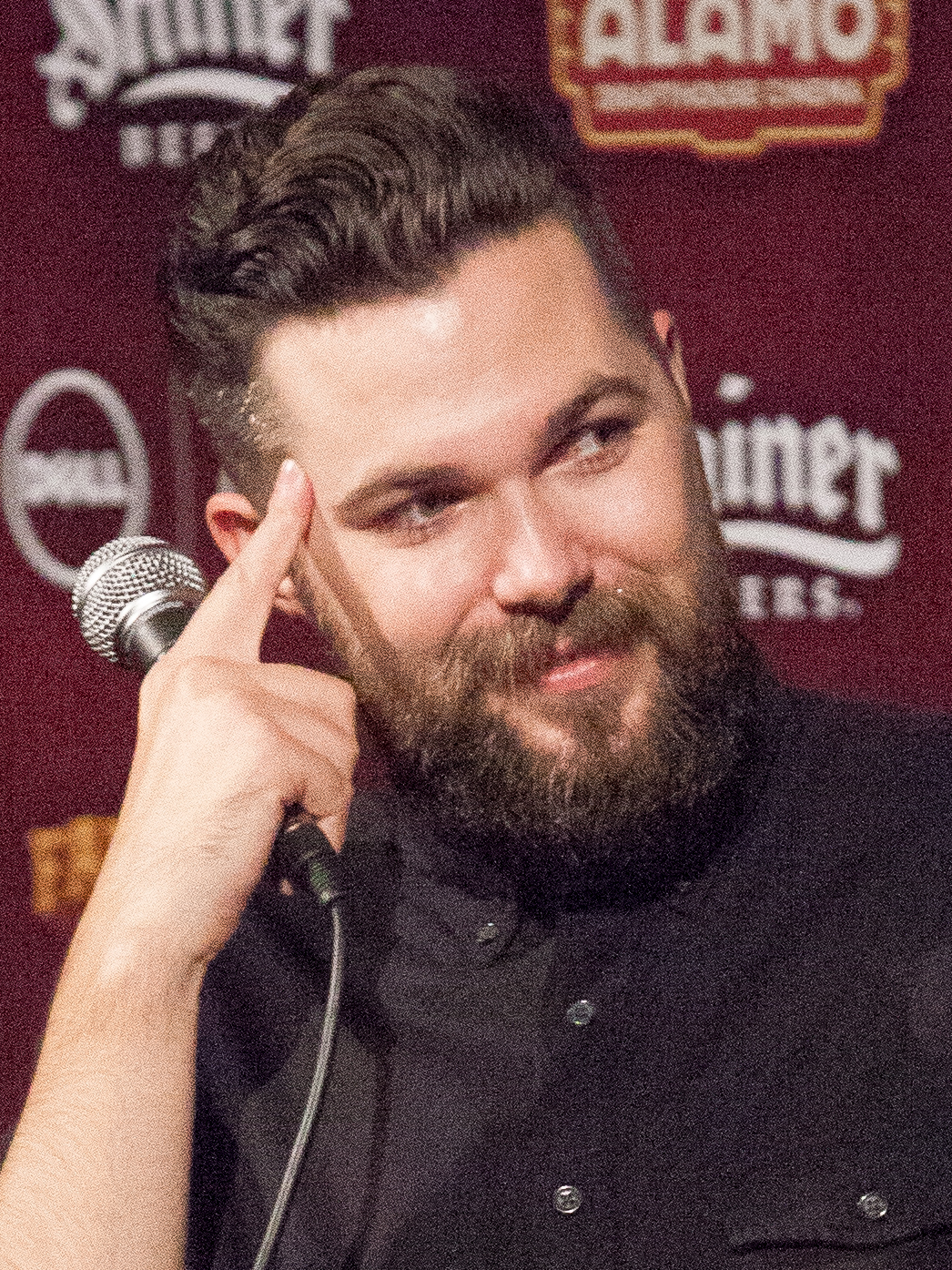
Robert Eggers (* 1983)

- Eggers, Stefan (* 1970), deutscher Basketballspieler
- Eggers, Susan (* 1943), US-amerikanische Informatikerin
- Eggers, Sven (* 1965), rechtsextremer deutscher Politiker (DVU), Journalist und Autor
- Eggers, Thomas E, US-amerikanischer Offizier, Generalmajor der US Air Force
- Eggers, Ulrich (* 1955), deutscher Publizist, evangelischer Pastor, Autor, Verlagsleiter und Geschäftsführer Stiftung Christlicher Medien
- Eggers, Wilfried (* 1951), deutscher Rechtsanwalt und Krimiautor
- Eggers, Wilhelm (1867–1952), deutscher Lehrer, Stadtschulrat und Senator in Hannover
- Eggers, Willi (1911–1979), deutscher Autor plattdeutscher Erzählungen und Gedichte
- Eggers, WP Eberhard (1939–2004), deutscher Grafiker, Maler, Bildhauer und Freimaurer
- Eggers-Smidt, Marie (1844–1923), deutsche Frauenrechtlerin
- Eggers-von Wittenburg, Cosima (* 1968), deutsche Juristin, Richterin und Direktorin beim Landesrechnungshof des Saarlandes
- Eggersberg, Marianne (1852–1938), böhmisch-österreichische Dichterin, Schriftstellerin und Herausgeberin
- Eggersdorfer, Franz Xaver (1879–1958), deutscher katholischer Theologe, Pädagoge und Politiker (BV), MdL
- Eggersglüß, Heinrich (1875–1932), deutscher Heimatdichter
- Eggersglüß, Philipp (* 1995), deutscher Fußballspieler
- Eggerstedt, Heinrich (1904–1945), deutscher Architekt
- Eggerstedt, Otto (1886–1933), deutscher Politiker (SPD), MdR

###### Eggert
- Eggert Ólafsson (1726–1768), isländischer Dichter und Naturforscher
- Eggert, Albrecht (1903–1977), deutscher Widerstandskämpfer
- Eggert, Almut (1937–2023), deutsche Schauspielerin und Synchronsprecherin
- Eggert, Anders (* 1982), dänischer Handballspieler und -trainerAnders Eggert (* 1982)

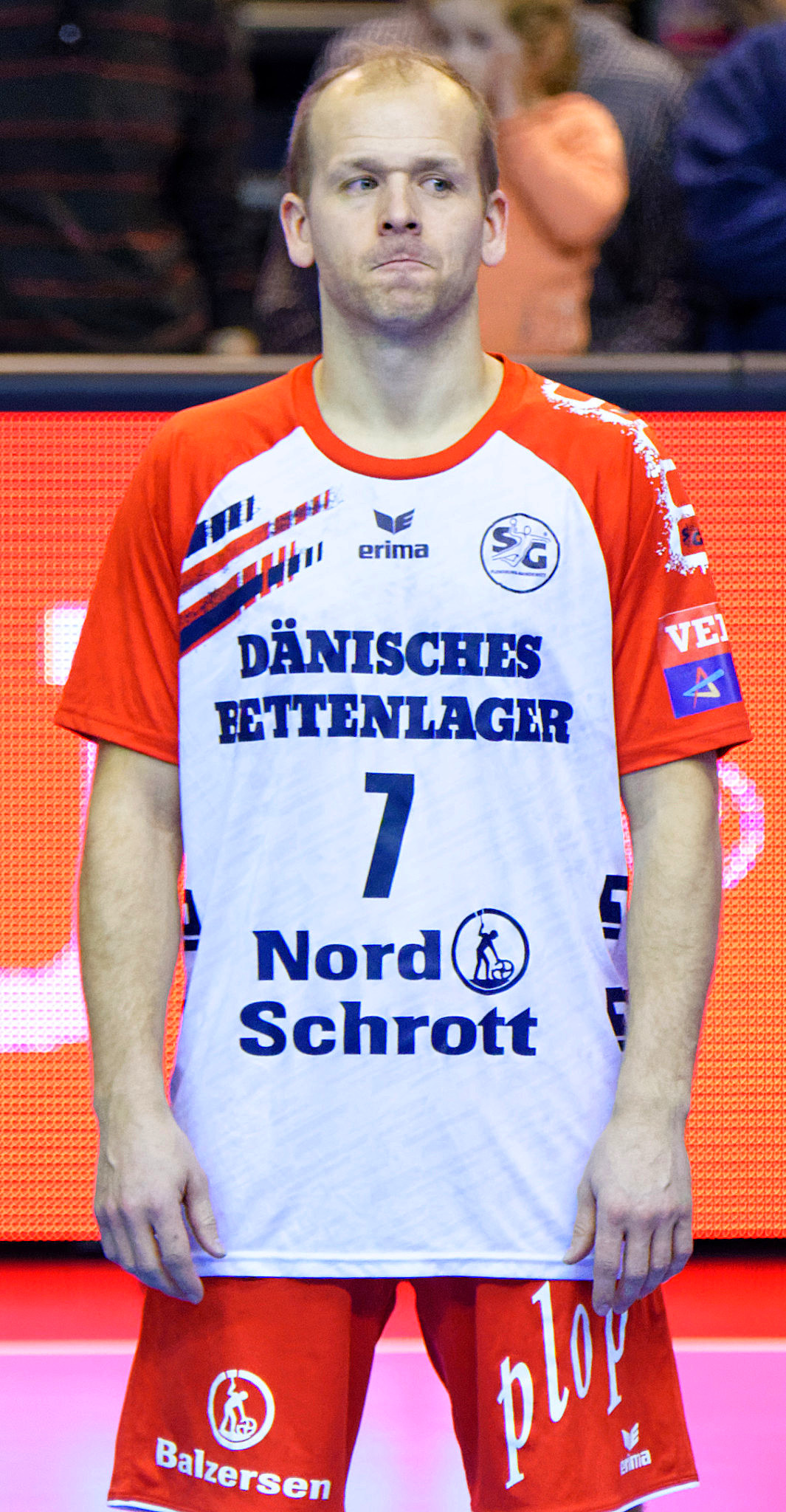
Anders Eggert (* 1982)

- Eggert, Angelika (* 1967), deutsche Kinderonkologin und Hochschullehrerin
- Eggert, Barbara M. (* 1974), deutsche Kunsthistorikerin, Comicforscherin und Rektorin (Merz Akademie)
- Eggert, Benno (1885–1983), deutscher Maler und Kunsthistoriker
- Eggert, Björn (* 1980), deutscher Politiker (SPD), MdA
- Eggert, Carl (1824–1903), deutscher Kaufmann und Politiker, MdHB, MdR
- Eggert, Christian (* 1986), deutscher Fußballspieler
- Eggert, Daniel (* 1989), dänischer Handballspieler
- Eggert, Dietrich (1940–2022), deutscher Psychologe
- Eggert, Eduard (1852–1926), deutscher Gefängnisdirektor und Schriftsteller
- Eggert, Elmar (* 1970), deutscher Romanist
- Eggert, Franz Xaver (1802–1876), deutscher Maler und Glasmaler
- Eggert, Gunther-R., deutscher Regisseur, Choreograph, Autor, Tänzer, Schauspieler und Sänger
- Eggert, Hans (* 1946), deutscher Journalist
- Eggert, Hartmut (* 1937), deutscher Literaturwissenschaftler und Hochschullehrer
- Eggert, Heinz (* 1946), deutscher Politiker (CDU), MdL, Landesminister in SachsenHeinz Eggert (* 1946)

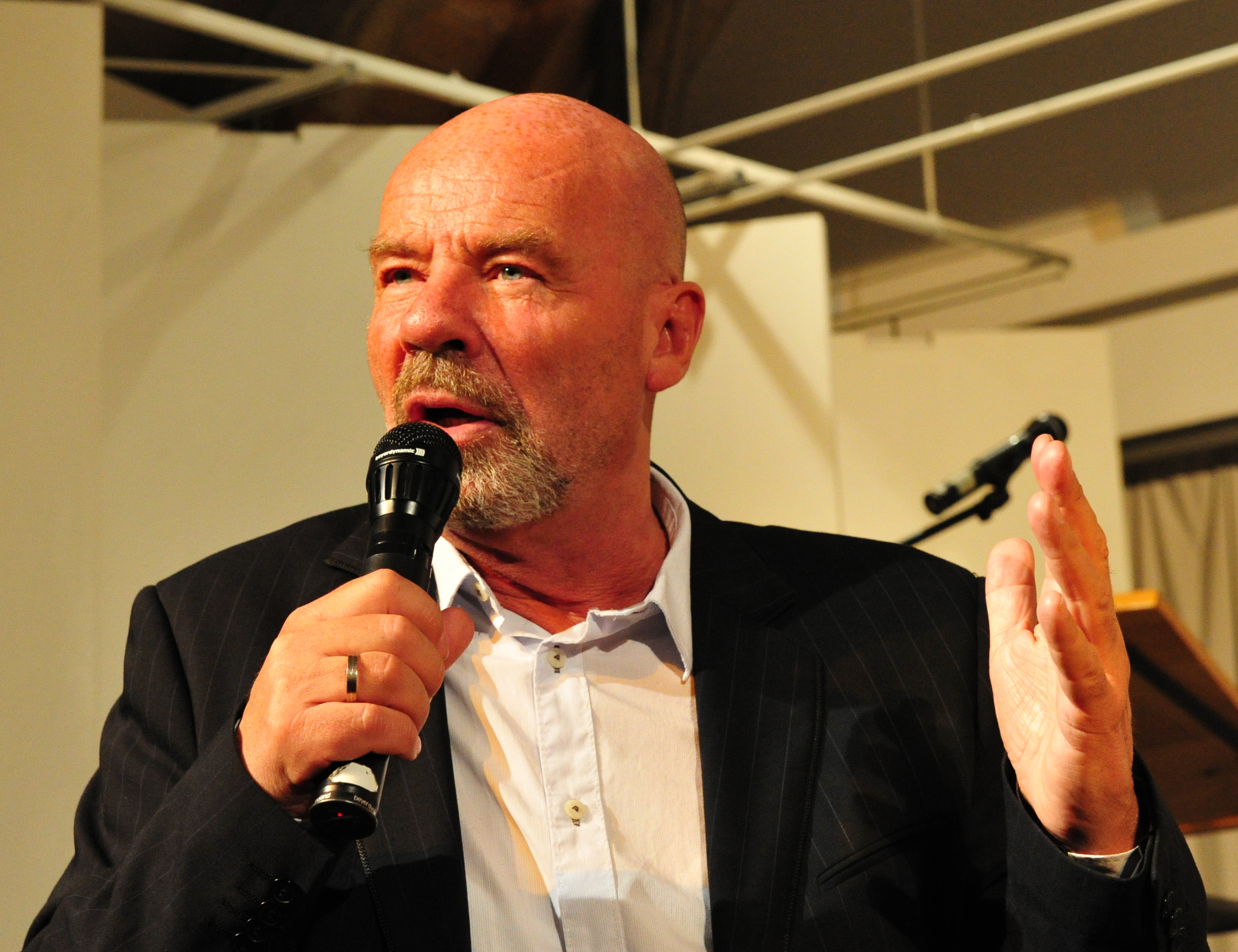
Heinz Eggert (* 1946)

- Eggert, Helmut (1935–2019), deutscher Bauingenieur
- Eggert, Hermann (1844–1920), deutscher Architekt, preußischer Baubeamter
- Eggert, Jan, niederländischer Grundbesitzer und Sohn des Staatsmanns Willem Eggert
- Eggert, Joachim Nicolas (1779–1813), schwedischer Komponist und Dirigent
- Eggert, Johann Aretin August († 1836), preußischer Bergbeamter
- Eggert, Johannes (1898–1937), deutscher kommunistischer Widerstandskämpfer gegen den Nationalsozialismus
- Eggert, John (1891–1973), deutscher physikalischer Chemiker
- Eggert, Julia (* 1994), deutsche Schauspielerin
- Eggert, Kai (* 1976), deutscher Politiker (parteilos)
- Eggert, Klaus Aretin (1904–1980), deutscher Wirtschaftswissenschaftler und Ministerialbeamter
- Eggert, Konstantin Wladimirowitsch (1883–1955), russischer bzw. sowjetischer Schauspieler, Regisseur und Drehbuchautor
- Eggert, Manfred (* 1941), deutscher Prähistoriker
- Eggert, Mara (* 1938), deutsche Fotografin
- Eggert, Marco (* 1973), deutscher Brigadegeneral der Bundeswehr
- Eggert, Maren (* 1974), deutsche SchauspielerinMaren Eggert (* 1974)

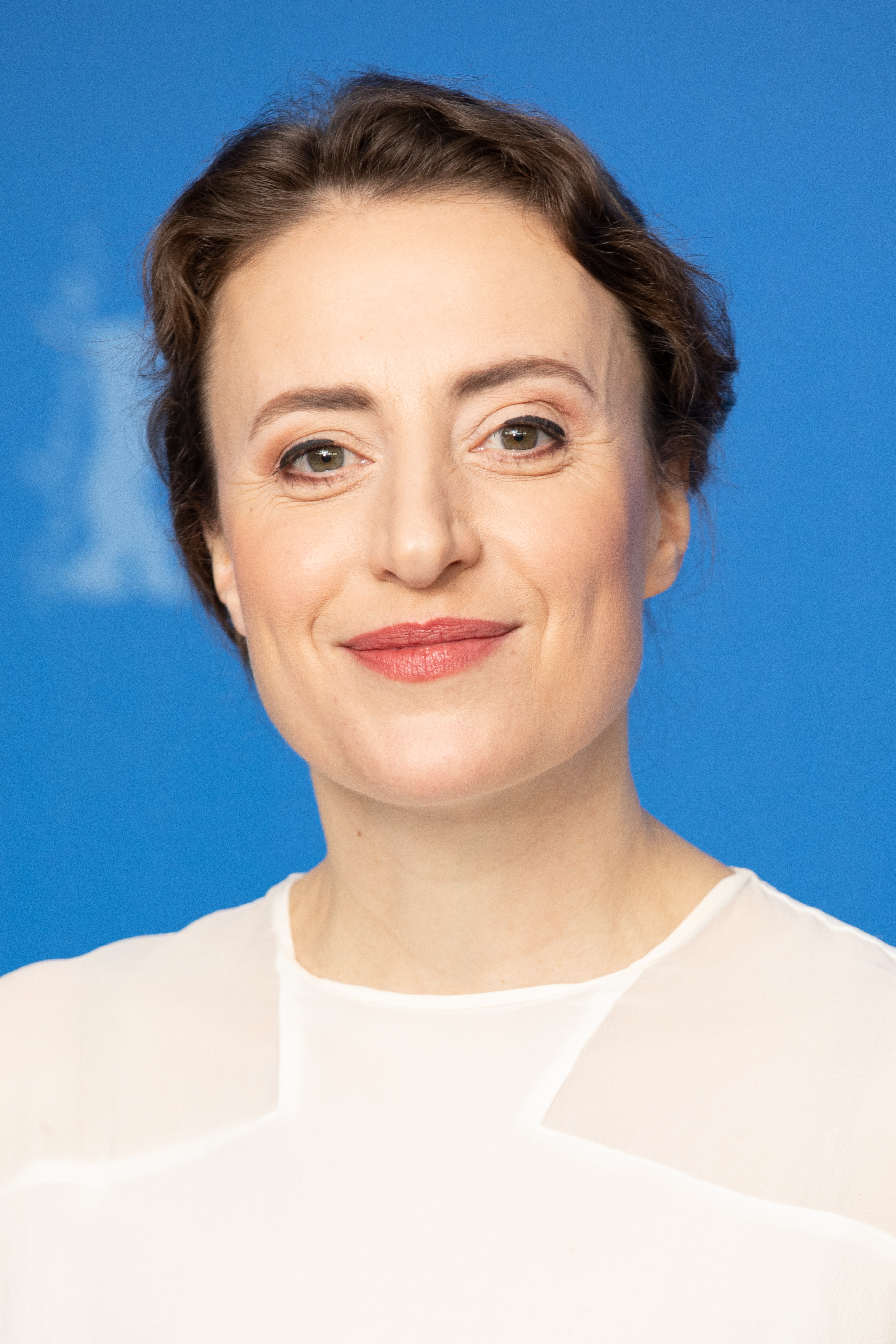
Maren Eggert (* 1974)

- Eggert, Marion (* 1962), deutsche Koreanistin und Hochschullehrerin
- Eggert, Martin (1883–1978), deutscher Architekt
- Eggert, Max (1883–1947), deutscher Kommunalpolitiker (NSDAP); Bürgermeister von Bernburg (1933–1945)
- Eggert, Michael (* 1952), deutscher Fußballspieler
- Eggert, Moritz (* 1965), deutscher Komponist und Pianist
- Eggert, Nicole (* 1972), US-amerikanische Schauspielerin
- Eggert, Nina (* 1977), deutsche Triathletin
- Eggert, Oskar (1896–1974), deutscher Lehrer und Historiker, Vorsitzender der Pommerschen Landsmannschaft
- Eggert, Otto (1874–1944), deutscher Geodät und Hochschullehrer
- Eggert, Paul (1897–1963), deutscher Offizier im Ministerium für Staatssicherheit der DDR
- Eggert, Peter (1943–2018), deutscher Fußballspieler
- Eggert, Ralf (* 1970), deutscher Kommunalpolitiker
- Eggert, Ralf (* 1971), deutscher Triathlet
- Eggert, Raphaela (* 1992), deutsche Paracyclerin
- Eggert, Rolf (* 1944), deutscher Ingenieur und Politiker (SPD)
- Eggert, Sigmund (1839–1896), deutscher Genremaler
- Eggert, Stephan (* 1967), deutscher Schlagzeuger
- Eggert, Sven (* 1964), deutscher Volleyballspieler
- Eggert, Theo (1905–1959), deutscher Ingenieur und Fußballfunktionär
- Eggert, Theodor (1864–1941), deutscher Verwaltungsjurist und Ministerialbeamter
- Eggert, Toni (* 1988), deutscher Rennrodler
- Eggert, Udo (1848–1893), deutscher Hochschullehrer und Staatswissenschaftler
- Eggert, Walter (1940–2017), deutscher Rennrodler
- Eggert, Werner (* 1961), deutscher Journalist und Direktor der Interlink
- Eggert, Wilhelm (1880–1938), deutscher Gewerkschafter und Politiker (SPD)
- Eggert, Willem († 1417), Herr Purmerend, Statthalter von Holland
- Eggert, Wolfgang (1938–2006), deutscher Historiker
- Eggert, Wolfgang (* 1966), deutscher Volkswirtschaftler
- Eggerth, Heinrich (1926–2018), österreichischer Schriftsteller
- Eggerth, Marta (1912–2013), österreichisch-ungarisch-amerikanische Operettensängerin (Sopran) und FilmschauspielerinMarta Eggerth (1912–2013)

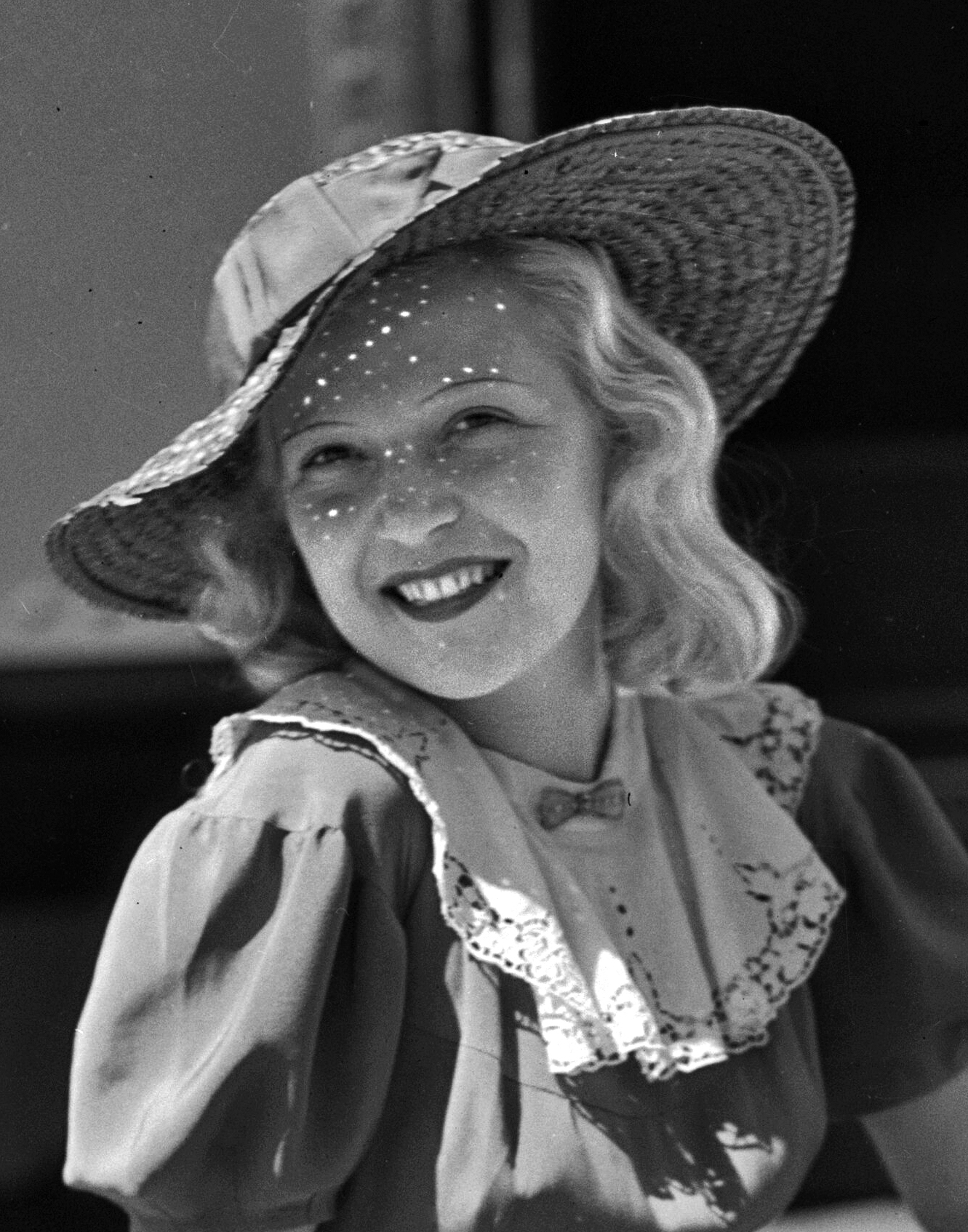
Marta Eggerth (1912–2013)

- Eggerth, Otto (1866–1939), deutscher Theater- und Filmschauspieler sowie Stummfilmregisseur und Drehbuchautor
- Eggerth, Sabine (1943–2017), deutsche Schauspielerin und Synchronsprecherin

##### Egges
- Eggesbø, Carl Martin (* 1995), norwegischer Schauspieler
- Eggestein, Heinrich, deutscher Buchdrucker
- Eggestein, Johannes (* 1998), deutscher FußballspielerJohannes Eggestein (* 1998)

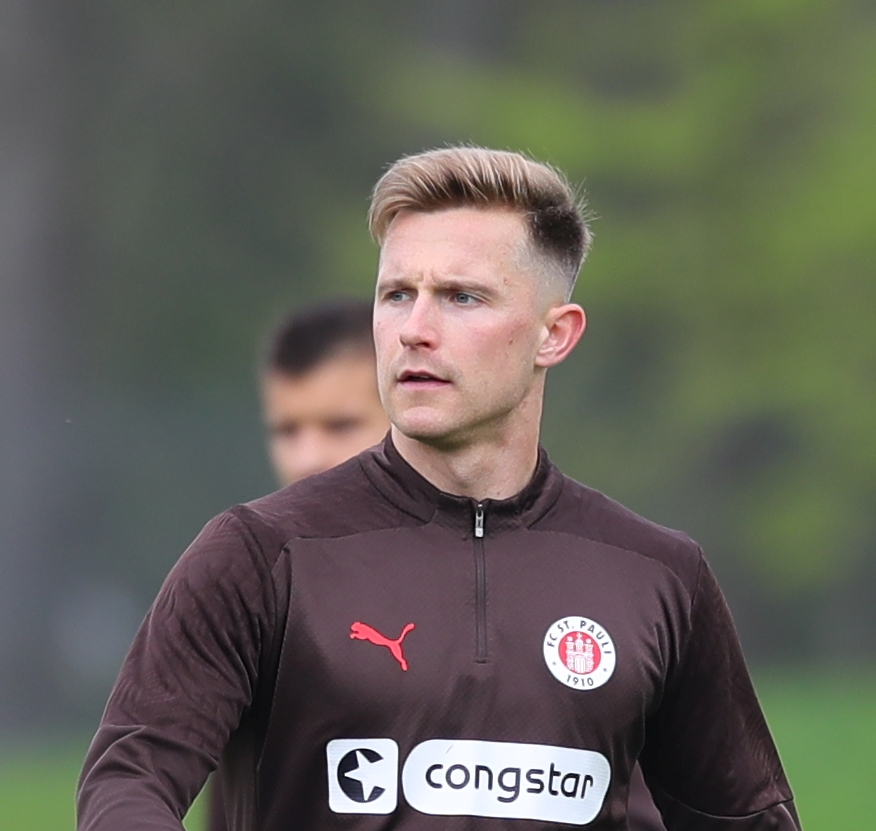
Johannes Eggestein (* 1998)

- Eggestein, Karl (* 1963), deutscher Fußballspieler
- Eggestein, Maximilian (* 1996), deutscher Fußballspieler
- Eggesvik, Sara (* 1997), norwegisch-philippinische Fußballspielerin

##### Egget
- Eggetsberger, Gerhard H. (* 1954), österreichischer Biofeedbacktrainer

#### Eggh
- Egghard, Julius (1834–1867), österreichischer Pianist und Komponist
- Egghardt, Hanne (* 1948), österreichische Autorin, Übersetzerin und Journalistin
- Egghart, Clara, deutsche Dominikanerin
- Egghart, Robert (* 1952), österreichischer Kürschner und Politiker (FPÖ, BZÖ), Landtagsabgeordneter, Abgeordneter zum Nationalrat

#### Eggi
- Eggimann, Ernst (1936–2015), Schweizer Schriftsteller
- Eggimann, Fritz (1936–2019), Schweizer Hochschullehrer und Manager
- Eggimann, Hans (1872–1929), Schweizer Maler, Illustrator und Architekt
- Eggimann, Mario (* 1981), Schweizer FußballspielerMario Eggimann (* 1981)

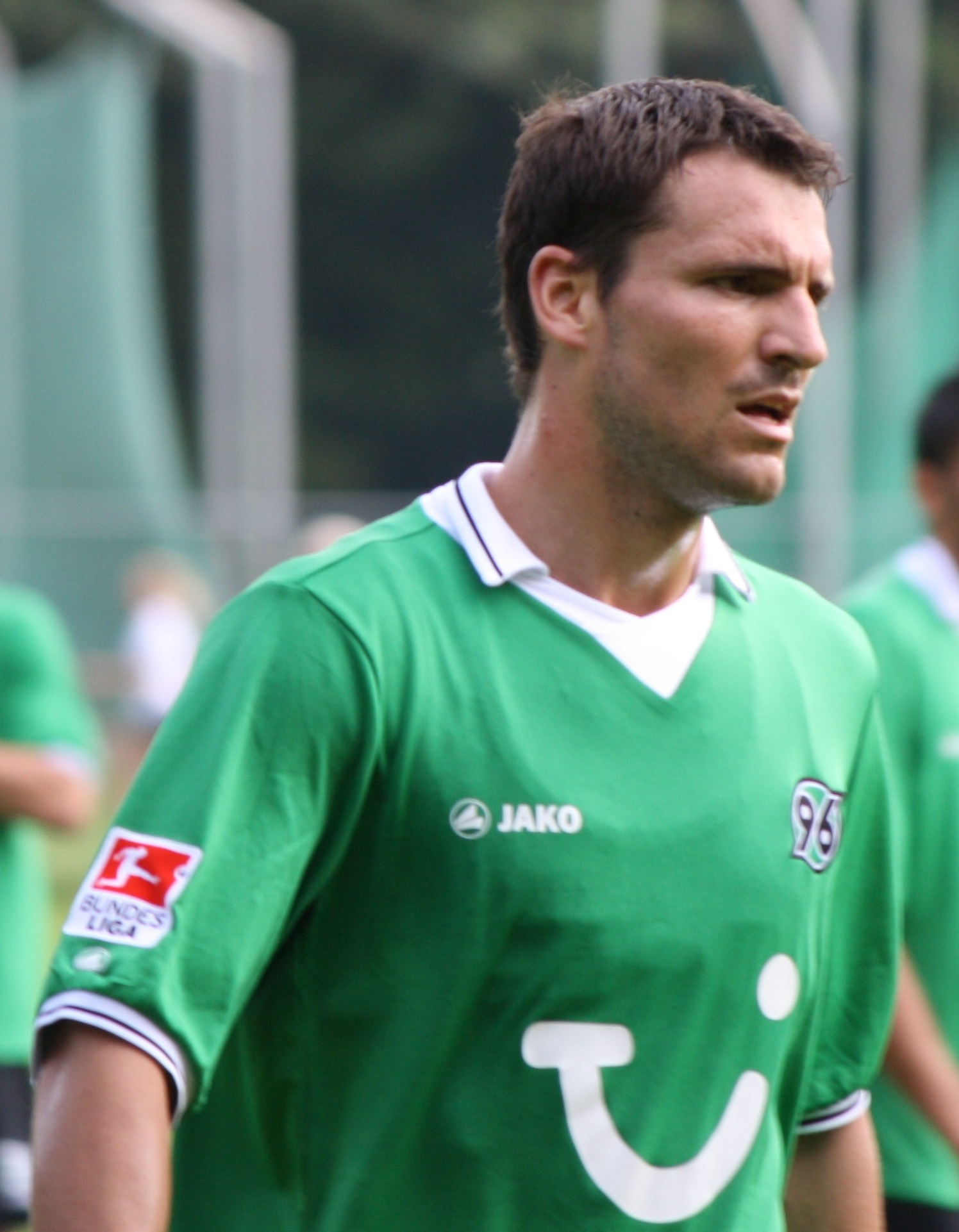
Mario Eggimann (* 1981)

- Eggimann, Olivier (1919–2002), Schweizer Fussballspieler
- Eggimann, Romy (* 1995), Schweizer Eishockeyspielerin
- Egginger, Wilhelm (1912–1983), deutscher Eishockeytorwart
- Eggington, Sam (* 1993), englischer Boxer
- Eggink, Clara (1906–1991), niederländische Dichterin, Schriftstellerin und Übersetzerin
- Eggink, Johann Lebrecht (1784–1867), russischer Maler deutschbaltischer Abstammung
- Eggink, Theo (1901–1965), deutscher Holzbildhauer und Scherenschnittkünstler
- Eggis, Adolphe d’ (1855–1941), Schweizer Erfinder und Bankier
- Eggis, Étienne (1830–1867), Schweizer Journalist und Schriftsteller
- Eggius Ambibulus, Gaius, römischer Konsul (126)
- Eggius Marullus, Lucius, Konsul 111
- Eggius Marullus, Lucius Cossonius, römischer Konsul 184

#### Eggl
- Eggler, Albert (1913–1998), Schweizer Alpinist, Zentralpräsident des Schweizer Alpen-Clubs
- Eggler, Anitra (* 1973), deutsche Journalistin, Autorin, Infopreneurin und Vortragsrednerin
- Eggler, Markus (* 1969), Schweizer Curler
- Eggler, Wilhelm (1876–1935), deutscher Jurist und Politiker (Zentrum), MdL
- Egglesfield, Colin (* 1973), US-amerikanischer SchauspielerColin Egglesfield (* 1973)

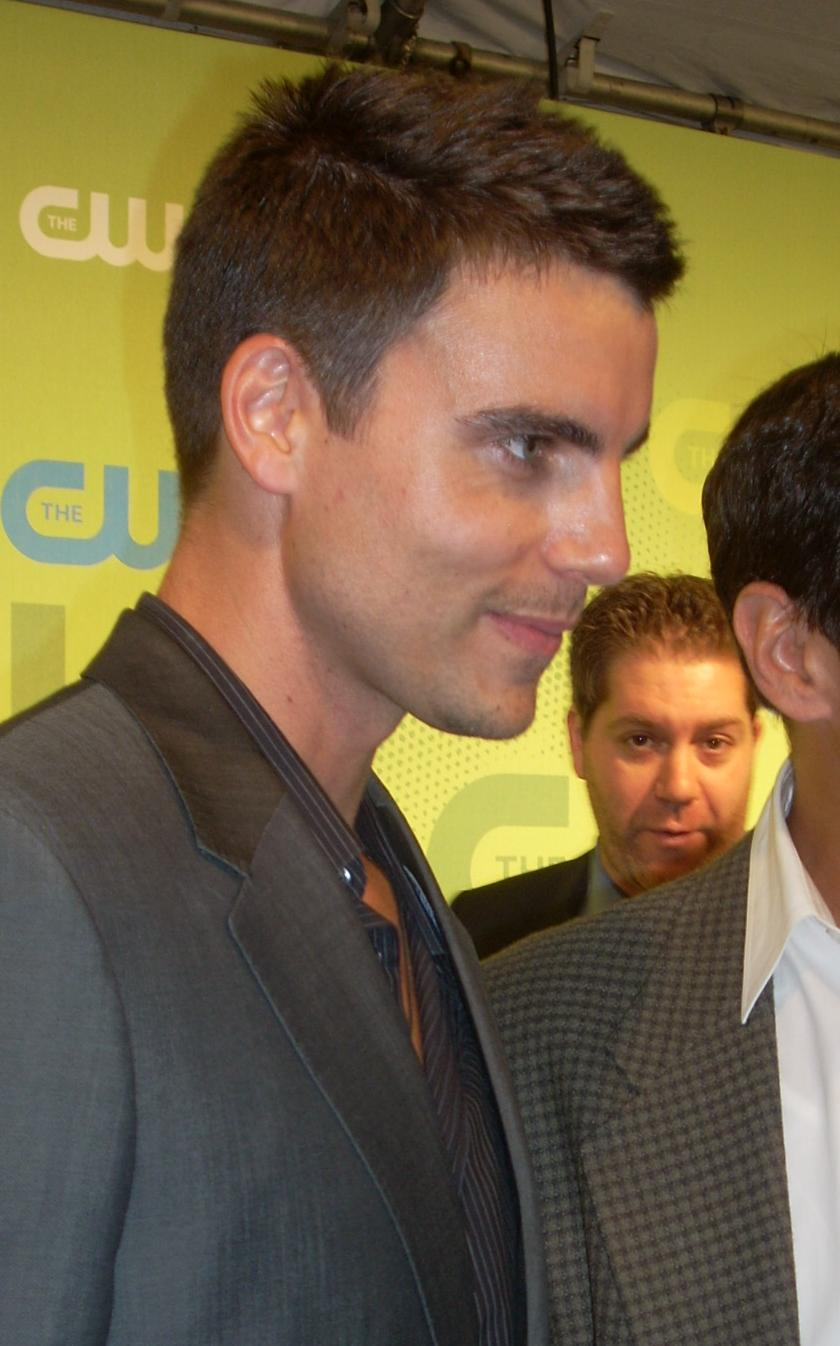
Colin Egglesfield (* 1973)

- Eggleston, Benjamin (1816–1888), US-amerikanischer Politiker (Republikanische Partei)
- Eggleston, Colin (1941–2002), australischer Filmregisseur, Drehbuchautor, Filmeditor und Filmproduzent
- Eggleston, Edward (1837–1902), US-amerikanischer Dichter und Priester
- Eggleston, John Thomas (* 1988), US-amerikanischer Basketballspieler
- Eggleston, Joseph (1754–1811), US-amerikanischer Politiker
- Eggleston, Ralph (* 1965), US-amerikanischer Animator, Artdirector und Szenenbildner
- Eggleston, Rushad (* 1979), US-amerikanischer Cellist, Kazoospieler, Jazzsänger und Songwriter
- Eggleston, William (* 1939), US-amerikanischer Fotograf
- Eggleton, Art (* 1943), kanadischer Politiker
- Eggli, Albert (1932–2023), Schweizer Politiker
- Eggli, Edmond (1881–1956), französischer Romanist und Literaturwissenschaftler, Professor in Liverpool
- Eggli, Jakob (1812–1880), Schweizer Maler
- Eggli, Urs (* 1959), Schweizer Botaniker und Sachbuchautor
- Eggli, Ursula (1944–2008), Schweizer Schriftstellerin und Aktivistin in verschiedenen sozialen Bewegungen
- Eggly, Jacques-Simon (* 1942), Schweizer Politiker (LPS)

#### Eggm
- Eggmann, Ferdinand (1827–1913), deutscher katholischer Geistlicher und württembergischer Politiker
- Eggmann, Johann Melchior (1711–1756), Barockmaler und Freskant

#### Eggo
- Eggold, Ryan (* 1984), US-amerikanischer SchauspielerRyan Eggold (* 1984)

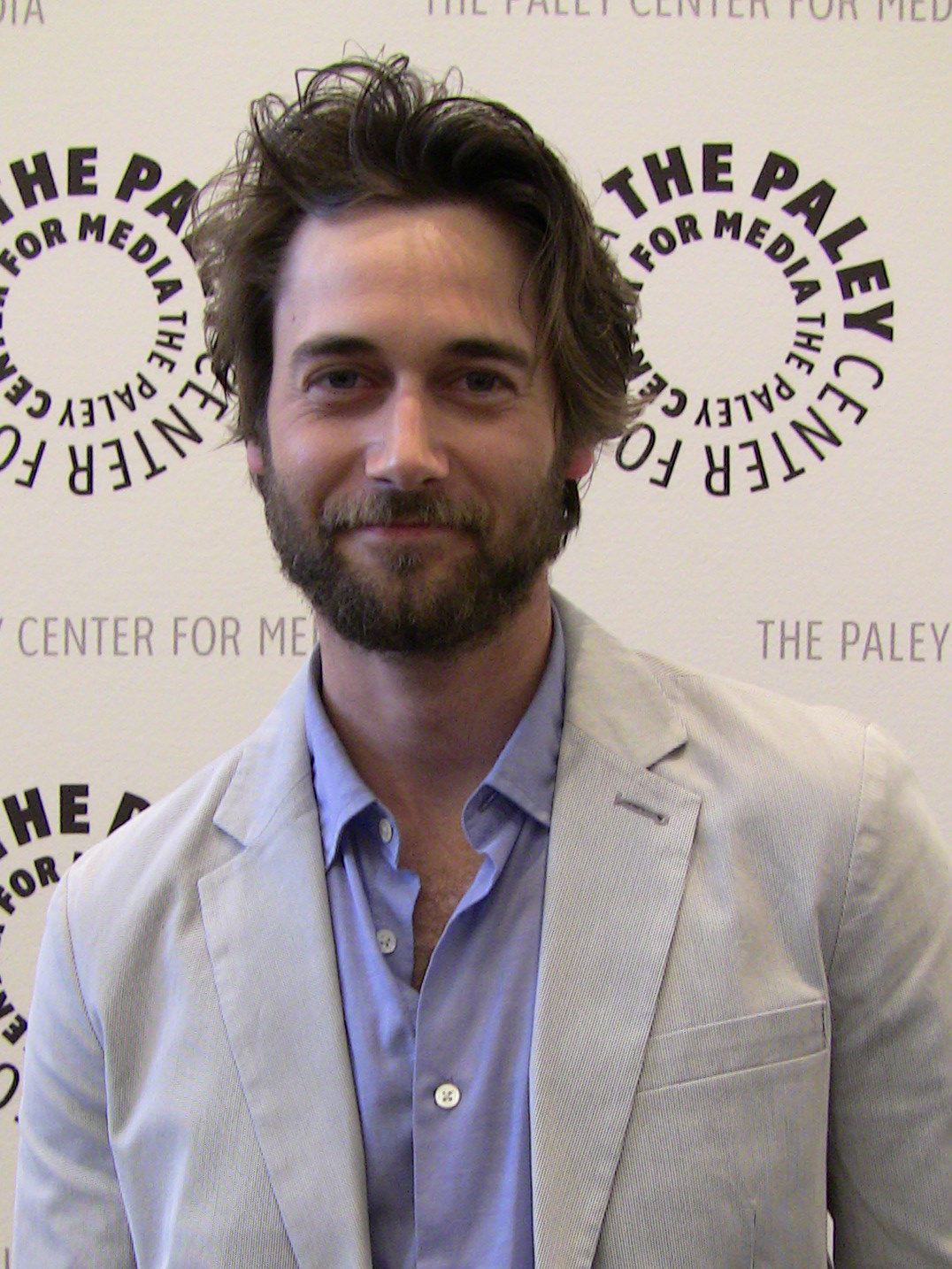
Ryan Eggold (* 1984)

#### Eggr
- Eggremont, Alphonse (1888–1914), französischer Turner

#### Eggs
- Eggs, Ekkehard (1943–2020), deutscher Romanist und Sprachwissenschaftler
- Eggs, Ignatius (1618–1702), Kapuzinerpater, Missionar und Forschungsreisender in Palästina
- Eggs, Janine (* 1993), Schweizer Politikerin (Grüne)
- Eggs, Richard (1621–1659), Jesuitenpater, Rhetorikprofessor, Verfasser jesuitischer Schultheaterstücke
- Eggspühler, Franz Xaver (1861–1930), Schweizer Politiker und Richter
- Eggstein, Anton (1780–1819), Brauer, Abgeordneter der Bayerischen Ständekammer
- Eggstein, Manfred (1927–1993), deutscher Mediziner

#### Eggu
- Eggum, Arne (1936–2022), norwegischer Kunsthistoriker, Leiter des Munchmuseums in Oslo
- Eggum, Brandon (* 1976), US-amerikanischer Ringer

### Egh
- Eghan, Benjamin Clement, ghanaischer Beamter und Botschafter
- Eghan, Shadrach (* 1994), ghanaischer Fußballspieler
- Egharevba, Frank (* 1985), nigerianisch-österreichischer Fußballspieler
- Egharevba, Jakob Uwadiae (1893–1980), nigerianischer Autor und Historiker
- Eghbal, Manutschehr (1909–1977), iranischer Politiker, Ministerpräsident Irans
- Eghbali, Behdad (* 1976), US-amerikanischer Unternehmer
- Eghbali, Dariush (* 1951), iranischer MusikerDariush Eghbali (* 1951)

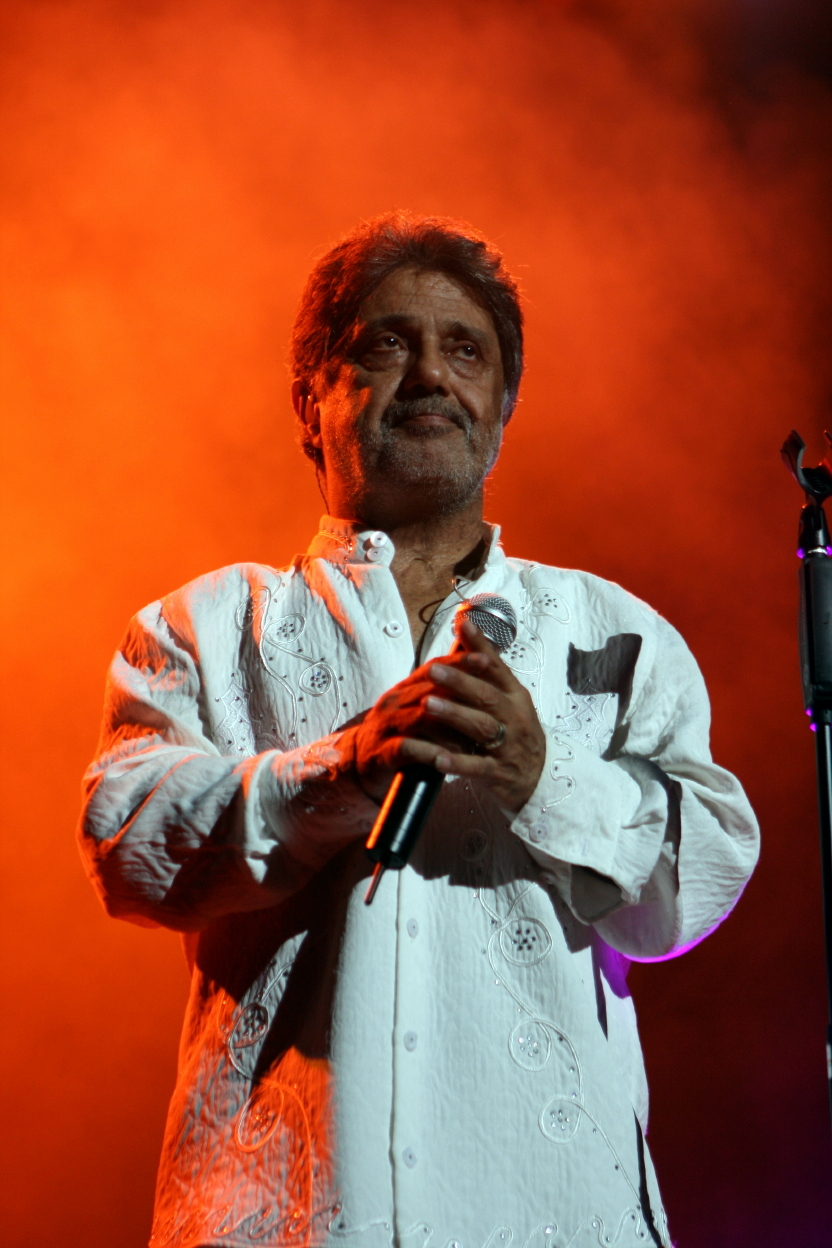
Dariush Eghbali (* 1951)

- Egho, Marvin (* 1994), österreichischer Fußballspieler
- Egholm, Elsebeth (* 1960), dänische Journalistin und Schriftstellerin

### Egi
- Egi, Kazuyuki (1853–1932), japanischer Politiker
- Egi, Tasuku (1873–1932), japanischer Politiker
- Egica († 702), König der Westgoten
- Egidi, Arthur (1859–1943), deutscher Organist, Komponist und Musikpädagoge
- Egidi, Carlo (1918–1989), italienischer Filmarchitekt
- Egidi, Erhard (1929–2014), deutscher Kirchenmusiker
- Egidi, Hans (1890–1970), deutscher Jurist
- Egidi, Margreth, deutsche Germanistin
- Egídio (* 1986), brasilianischer Fußballspieler
- Egidy, Berndt von (1938–2022), deutscher Bibliothekar
- Egidy, Carl Gottlob von (1756–1814), sächsischer Offizier und Stadthauptmann von Gera
- Egidy, Christoph Curt von (1801–1858), sächsischer Amtshauptmann
- Egidy, Christoph Holm von (1803–1882), deutscher Jurist und Politiker, Abgeordneter des Sächsischen Landtags
- Egidy, Emmy von (1872–1946), deutsche Bildhauerin und Schriftstellerin
- Egidy, Heinrich Eduard von (1808–1870), sächsischer Offizier und Sachbuchautor
- Egidy, Moritz von (1809–1848), preußischer Regierungsrat und Landrat
- Egidy, Moritz von (1847–1898), deutscher Moralphilosoph und christlicher Reformator
- Egidy, Moritz von (1870–1937), deutscher Kapitän zur See und SS-Hauptsturmführer im SD-HauptamtMoritz von Egidy (1870–1937)

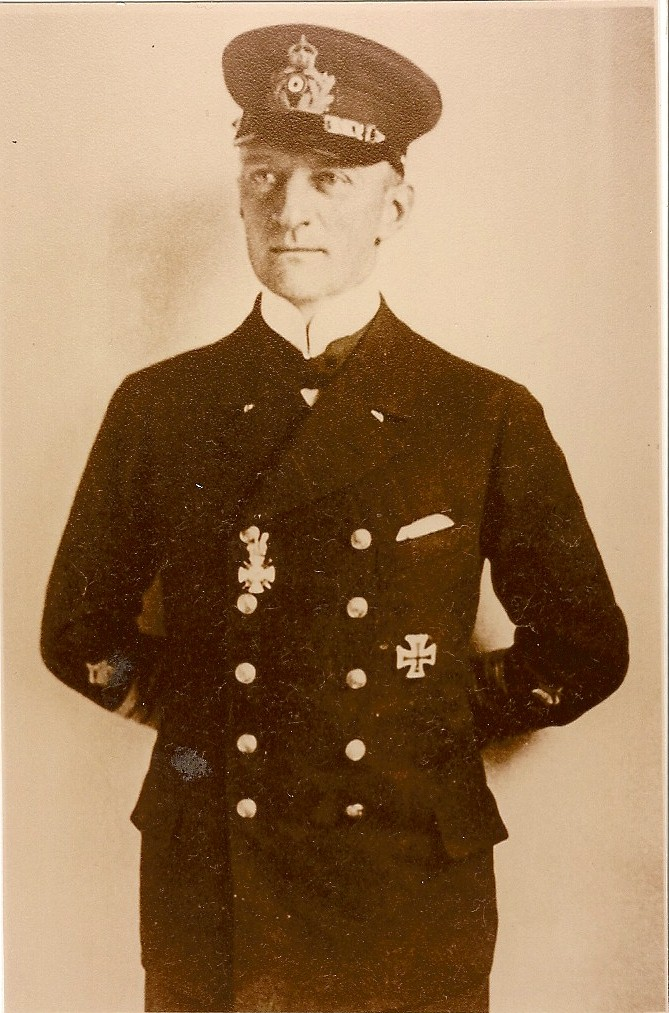
Moritz von Egidy (1870–1937)

- Egidy, Ralph von (1867–1955), deutscher Generalmajor
- Egidy, Stefanie (* 1984), deutsche Rechtswissenschaftlerin und Hochschullehrerin
- Egidy, Till von (* 1933), deutscher Physiker und Hochschullehrer
- Egies, Clementia (1911–1993), deutsche Filmschauspielerin
- Egila, Äbtissin des Damenstifts Buchau
- Egilbert († 1146), Bischof von Bamberg
- Egilbert († 1039), 17. Bischof von Freising (1005–1039)
- Egilbert von Minden († 1080), Bischof von Minden
- Egilbert von Ortenburg († 1101), Erzbischof von Trier
- Egilbert von Passau († 1065), Bischof von Passau
- Egill Skallagrímsson (* 910), Skalde, Häuptling und WikingerEgill Skallagrímsson (* 910)

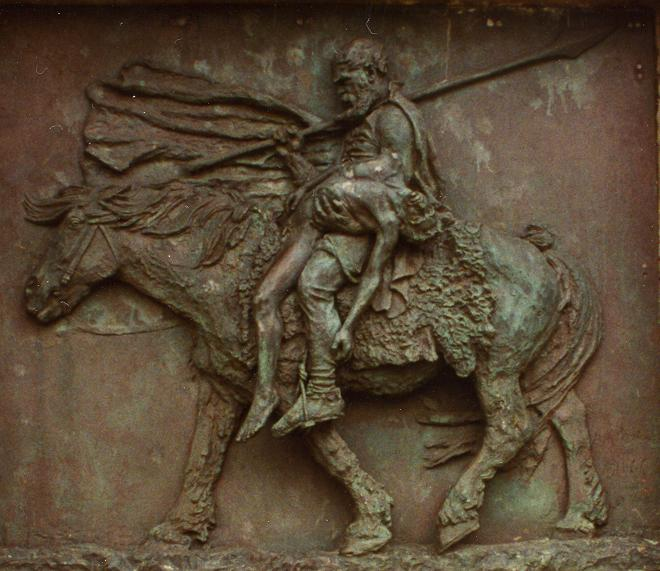
Egill Skallagrímsson (* 910)

- Egill Þórhallason (1734–1789), isländischer Missionar
- Egill Þormóðsson (* 1991), isländischer Eishockeyspieler
- Egilmaar von Oldenburg († 1217), Domherr in Münster
- Egilmar († 907), Bischof von Osnabrück
- Egilmar I., Graf und Ahnherr des Hauses Oldenburg
- Egilmar II. († 1142), Graf von Oldenburg
- Eğilmez, Eray (* 1976), türkisch-deutscher Schauspieler, Sprecher und Performer
- Egilolf († 939), Erzbischof von Salzburg
- Egilsdóttir, Arndís Hrönn (* 1969), isländische Filmschauspielerin
- Egilsdottir, Thorunn (* 1975), luxemburgisch-isländische Sängerin, Schauspielerin, Fernseh- und Radiomoderatorin
- Egilstoft, Íðunn (* 1993), färöische Fußballspielerin
- Egilwart, Bischof von Würzburg
- Egin, Marcus, deutscher Basketballspieler
- Egington, Richard (* 1979), britischer Ruderer
- Eginhart, Martina (1910–1985), deutsche Schauspielerin, Schauspielpädagogin und Hörspielsprecherin
- Egino († 1072), Bischof von Dalby und Lund
- Egino († 1120), Benediktinerabt des Klosters St. Ulrich und Afra in Augsburg
- Egino II. († 1318), Graf von Freiburg (1271–1316)
- Egino III. († 1385), Graf von Freiburg
- Egino IV. († 1230), Graf von Urach
- Egino V., Graf von Urach
- Egino von Chur, Bischof von Chur
- Egino von Konstanz († 811), Bischof von Konstanz
- Egino von Verona († 802), Bischof von Verona und Seliger der katholischen Kirche
- Eginolfus von Lausanne († 985), Bischof von Lausanne
- Egit, Jakub (1908–1996), polnisch jüdischer Politiker
- Egizzi, Dominic (* 1972), deutscher Journalist, Autor, Regisseur und Filmproduzent von Dokumentationen und Reportagen

### Egk
- Egk, Werner (1901–1983), deutscher Komponist
- Egkh und Hungersbach, Leopold Friedrich von (1696–1760), Bischof von Olmütz

### Egl
- Églantine, Fabre d’ (1750–1794), französischer Dichter, Schauspieler, Dramaturg und RevolutionärFabre d’Églantine (1750–1794)

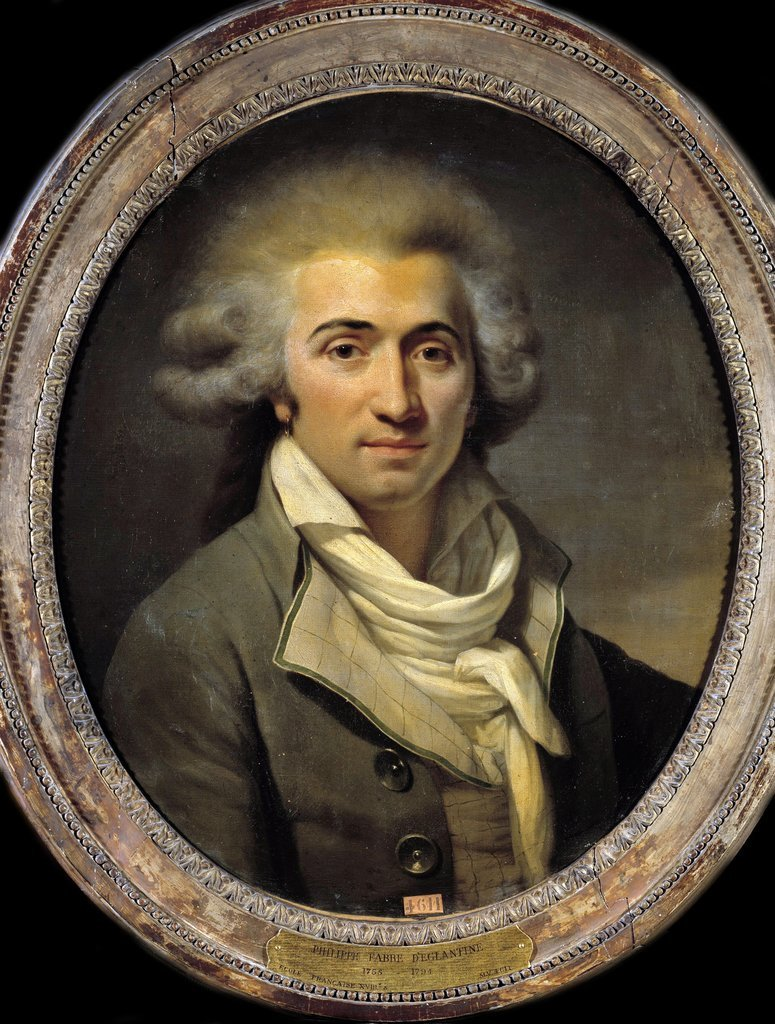
Fabre d’Églantine (1750–1794)

- Eglau, Hans Otto (1939–2023), deutscher Wirtschaftsredakteur
- Eglau, Otto (1917–1988), deutscher Maler und Graphiker
- Eglauer, Anton (1752–1824), österreichischer Jesuit, Büchersammler und Privatgelehrter
- Egle, Joseph von (1818–1899), deutscher Architekt und württembergischer Baubeamter
- Egle, Karl (1912–1975), deutscher Botaniker
- Egle, Madeleine (* 1998), österreichische Rennrodlerin
- Egle, Selina (* 2003), österreichische Rennrodlerin
- Egle, Susanne (* 1957), deutsche Bildhauerin
- Egleder, Udo (* 1951), deutscher Landespolitiker (SPD), MdL
- Eğlence, Gönül (* 1979), deutsche Politikerin (Bündnis 90/Die Grünen), MdL
- Egler, Carl (1896–1982), deutscher Bildhauer
- Egler, Claudio, brasilianischer Geoökonom
- Egler, Ludwig (1828–1898), deutscher Schriftsteller und schwäbischer Mundartdichter
- Egler, Ludwig (1894–1965), deutscher Komponist und Dichter
- Egler, Willi (1887–1953), deutscher Maler
- Egles, René (* 1939), elsässischer Liedermacher
- Egli, Alphons (1924–2016), Schweizer Politiker (CVP)
- Egli, Andy (* 1958), Schweizer Fußballspieler und -trainer
- Egli, Barbara (1918–2005), Schweizer Schriftstellerin
- Egli, Beatrice (* 1988), Schweizer SchlagersängerinBeatrice Egli (* 1988)

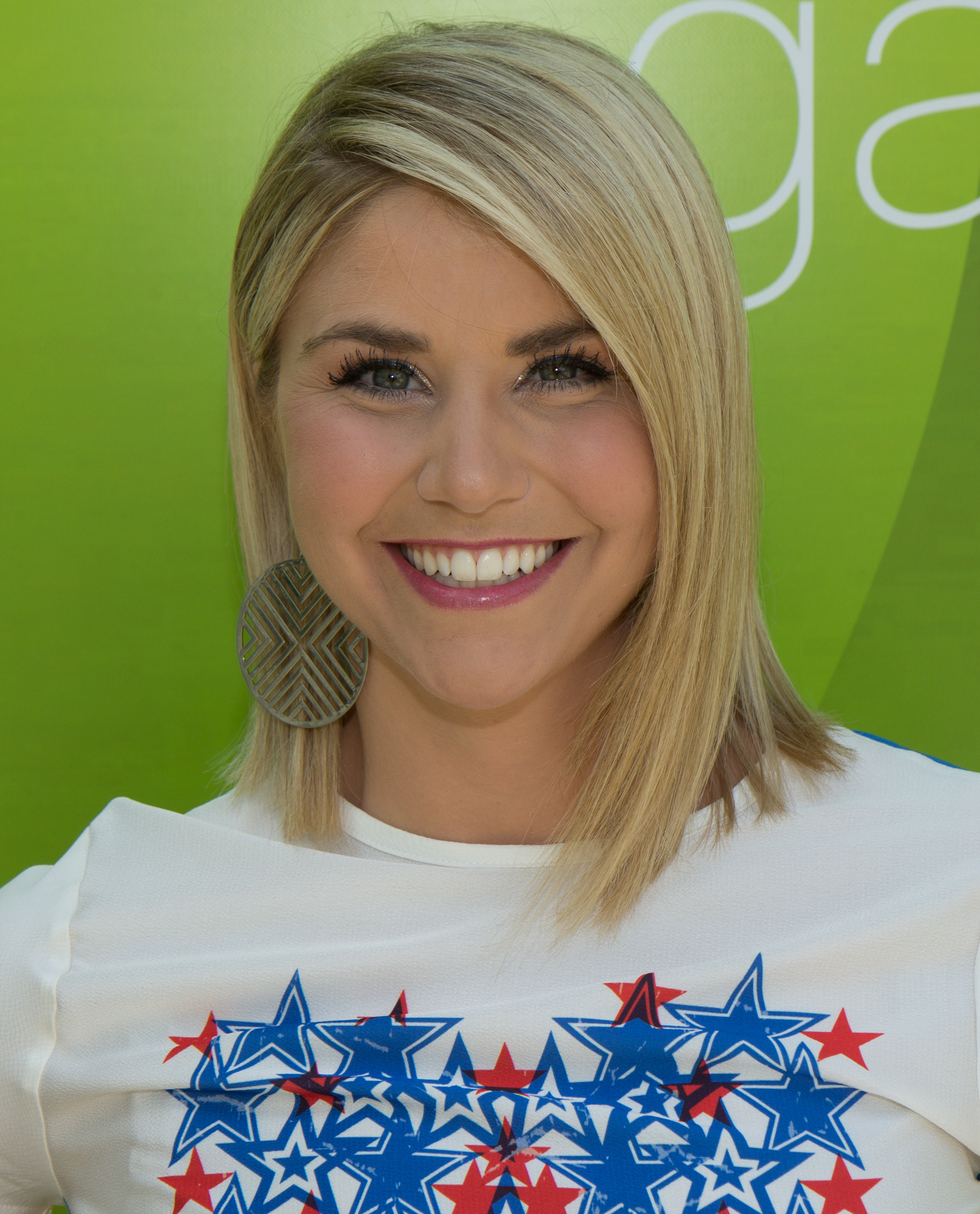
Beatrice Egli (* 1988)

- Egli, Bernhard (* 1958), Schweizer Biologe, Ökologe, Obstbauer, Politiker (Grünliberale Partei) und Unternehmer
- Egli, Chris (* 1996), Schweizer Eishockeyspieler
- Egli, Dieter (* 1970), Schweizer Politiker (SP), Regierungsrat des Kantons Aargau
- Egli, Dominic (* 1976), Schweizer Jazzmusiker
- Egli, Dominik (* 1998), Schweizer Eishockeyspieler
- Egli, Emil (1848–1908), Schweizer reformierter Theologe und Kirchenhistoriker
- Egli, Ernst (1893–1974), österreichisch-schweizerischer Architekt und Stadtplaner
- Egli, Florian (* 1982), Schweizer Jazzmusiker (Alt- und Sopransaxophon, Klarinette, Flöte, Komposition)
- Egli, Franziska (* 1984), Schweizer Journalistin
- Egli, Fritz (* 1937), Schweizer Motorrad-Rennfahrer
- Egli, Gotthard (1884–1979), Schweizer Politiker (CVP)
- Egli, Hans, Schweizer Sportschütze
- Egli, Isabel (* 1997), Schweizer Schwingerin
- Egli, Johann Baptist (1821–1886), Schweizer römisch-katholischer, später christkatholischer Geistlicher
- Egli, Johann Heinrich (1742–1810), Schweizer Komponist und Musikpädagoge
- Egli, Johann Heinrich (1776–1852), Schweizer Kachelofenmaler
- Egli, Johann Jakob (1825–1896), Schweizer Geograph
- Egli, Johann Karl (1891–1975), österreichischer evangelisch-reformierter Theologe
- Egli, Joseph (1923–2007), Schweizer Politiker (CVP)
- Egli, Karl (1865–1925), Schweizer Generalstabsoffizier
- Egli, Leela (* 2006), Schweizer Fussballspielerin
- Egli, Paul (1911–1997), Schweizer Radrennfahrer
- Egli, Peter (* 1966), Schweizer Eishockeyspieler
- Egli, Tobias (1534–1574), Schweizer reformierter Pfarrer und Antistes der evangelisch-rätischen Synode
- Egli, Urs (1941–2018), Schweizer Sprachwissenschaftler
- Egli, Viviane (* 1956), Schweizer Schriftstellerin
- Egli, Werner J. (* 1943), Schweizer Schriftsteller
- Egli, Willi (* 1943), Schweizer Architekt
- Egli-Seliner, Ursula (* 1970), Schweizer Politikerin (SVP) und Kantonsrätin
- Eglin, Colin (1925–2013), südafrikanischer Politiker
- Eglin, Florian (* 1974), Schweizer Schriftsteller
- Eglin, Johannes (1775–1836), Schweizer Politiker
- Eglin, Manfred (1935–2001), deutscher Fußballspieler
- Eglin, Raphael (1559–1622), Schweizer reformierter Theologe und Alchemist
- Eglin, Walter (1895–1966), Schweizer bildender Künstler
- Eglinger, Christoph, Deutschordensritter und Landvogt der Neumark
- Eglinger, Hanna (* 1975), deutsche Skandinavistin
- Eglinger, Johann Friedrich (1608–1675), Schweizer Apotheker
- Eglinger, Nikolaus (1645–1711), Schweizer Physiker und Mediziner in Basel
- Eglinger, Werner (1568–1616), geheimer Rat und Oberamtmann
- Eglington, Nathan (* 1980), australischer Hockeyspieler
- Eglinton, Geoffrey (1927–2016), britischer Chemiker und Geowissenschaftler
- Eglinton, Holly (* 1975), kanadische Filmschauspielerin
- Eglītis, Anšlavs (1906–1993), lettischer Schriftsteller
- Eglitis, Viktor (* 1951), deutscher Fußballspieler
- Eglmeyer, Walter (1935–2017), deutscher Fußballspieler
- Eglof von Knöringen († 1408), Königlicher Protonotar, Dompropst von Speyer
- Egloff, Anton (1933–2025), Schweizer Bildhauer und Künstler
- Egloff, Elise (1821–1848), „Professorengattin“
- Egloff, Franz Carl (1645–1725), Schweizer Ratsherr, Stadthauptmann und Untervogt
- Egloff, Franz Carl Anton (1679–1741), Schweizer Arzt, Professor sowie Rektor an der Universität Innsbruck
- Egloff, Franz Caspar Benedikt (1715–1797), österreichischer Arzt und Professor an der Universität Innsbruck
- Egloff, Gerd (1939–2023), deutscher Anglist, Didaktiker und Hochschullehrer
- Egloff, Hans (* 1959), Schweizer Politiker (SVP)
- Egloff, Ingo (* 1956), deutscher Politiker (SPD), MdHB, MdB
- Egloff, Johann Konrad (1808–1886), Schweizer Nationalrat und Militär
- Egloff, Karl (* 1981), ecuadorianisch-schweizerischer Extrembergsteiger und MountainbikerKarl Egloff (* 1981)

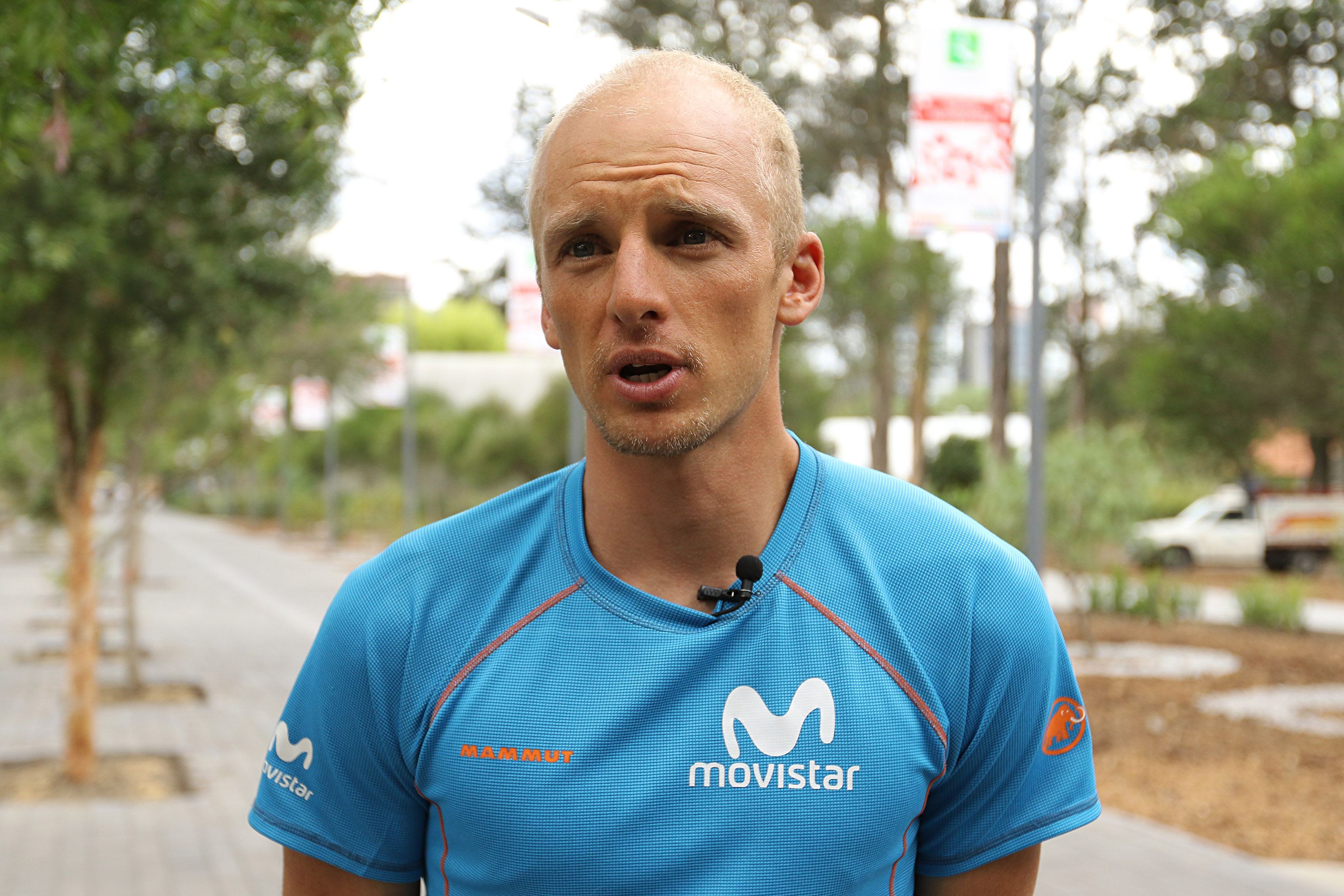
Karl Egloff (* 1981)

- Egloff, Kurt (1932–2019), Schweizer Politiker (SVP)
- Egloff, Lilian (* 2002), deutscher Fußballspieler
- Egloff, Luca (* 1995), Schweizer Skispringer
- Egloff, Luise (1804–1835), Schweizer Dichterin
- Egloff, Pascal (* 1992), Schweizer Skispringer
- Egloff, Paul (* 1959), Schweizer Skispringer
- Egloff, Tim (* 1974), deutscher Schauspieler und Regisseur
- Egloffstein, Albrecht Dietrich Gottfried von und zum (1720–1791), königlich preußischer Generalleutnant, Gouverneur von Königsberg, Memel, Pillau
- Egloffstein, Albrecht von und zu (* 1939), deutscher Offizier
- Egloffstein, August Karl von und zu (1771–1834), sächsisch-weimarischer Generalmajor
- Egloffstein, Carl von und zu (1795–1887), deutscher Gutsbesitzer und Politiker
- Egloffstein, Caroline von (1789–1868), deutsche Komponistin
- Egloffstein, Friedrich (1824–1898), amerikanischer Rechtsanwalt und Politiker
- Egloffstein, Friedrich Gottfried von und zu (1769–1848), sachsen-weimarischer Generalmajor
- Egloffstein, Heinrich von und zu (1845–1914), preußischer General der Infanterie, Hofmarschall
- Egloffstein, Henriette von (1773–1864), deutsche Schriftstellerin
- Egloffstein, Hermann von und zu (1861–1938), deutscher Archivar, Bibliothekar, Kammerherr und Kabinettssekretär
- Egloffstein, Julie von (1792–1869), Hofdame, Malerin und Zeichnerin
- Egloffstein, Julius von (1803–1861), oldenburgischer Generalleutnant, Vorsitzender des oldenburgischen Militärdepartements
- Egloffstein, Julius von (1809–1884), großherzoglich sächsischer Kammerherr, Oberlandesgerichtspräsident in Jena
- Egloffstein, Klaus von und zu (1844–1933), preußischer General der Infanterie
- Egloffstein, Leonhard von und zu (1815–1900), preußischer Generalmajor
- Egloffstein, Leonhard von und zu (1842–1904), preußischer Generalmajor
- Egloffstein, Moritz von und zu (1861–1942), bayerischer Generalleutnant und Führer der Königlich Bayerischen Kavallerie-Division
- Egloffstein, Wilhelm von und zu (1853–1929), preußischer General der Infanterie
- Eglseer, Karl (1890–1944), österreichischer, dann (ab 1938) deutscher Offizier, zuletzt General der GebirgstruppeKarl Eglseer (1890–1944)

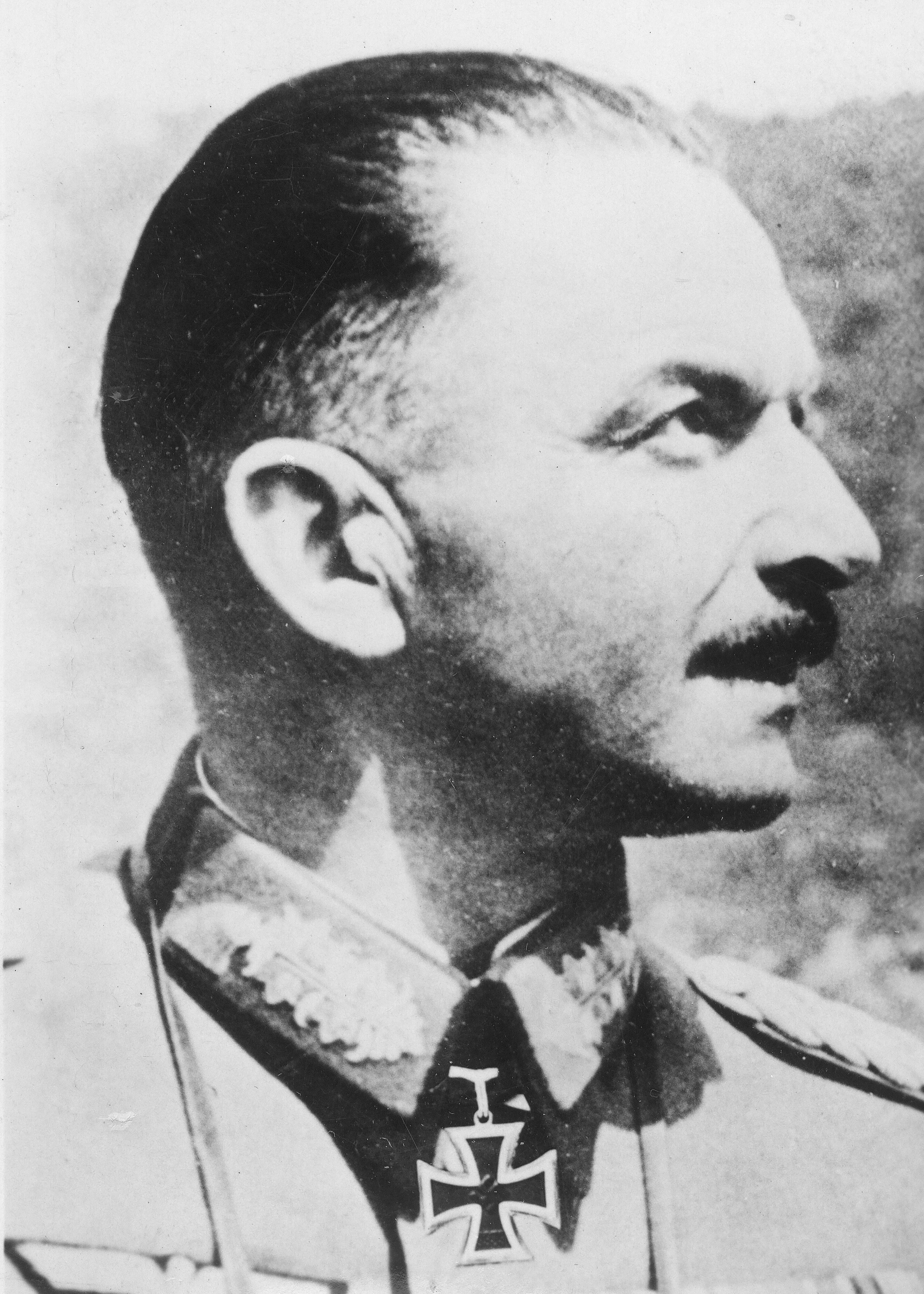
Karl Eglseer (1890–1944)

- Eglseer, Peter (* 1990), österreichischer Volleyball- und Beachvolleyballspieler

### Egm
- Egmond van de Nijenburg, Gerard van († 1712), holländischer Aristokrat, Patrizier und Bürgermeister von Alkmaar
- Egmond van de Nijenburg, Gerrit van (1576–1636), holländischer Aristokrat und Bürgermeister von Alkmaar
- Egmond van de Nijenburg, Jan van (1551–1621), holländischer Patrizier und Bürgermeister von Alkmaar
- Egmond van de Nijenburg, Johan van (1618–1712), holländischer Aristokrat und Bürgermeister von Alkmaar
- Egmond van de Nijenburg, Thomas van (1599–1675), holländischer Patrizier und Politiker sowie Bürgermeister von Alkmaar
- Egmond, Ab van (* 1938), niederländischer Radrennfahrer
- Egmond, Derk van (* 1956), niederländischer Radrennfahrer
- Egmond, Emily van (* 1993), australische Fußballspielerin
- Egmond, Floris van (1469–1539), niederländischer Staatsmann und Militär
- Egmond, Jacobus van (1908–1969), niederländischer Radrennfahrer
- Egmond, Johann III. von (1438–1516), erster Graf von Egmond, Statthalter von Holland, Seeland und West-Friesland
- Egmond, Johann IV. von (1499–1528), zweiter Graf von Egmond
- Egmond, Karl I. von († 1541), dritter Graf von Egmond
- Egmond, Lamoral von (1522–1568), Ritter und Statthalter von Flandern und ArtoisLamoral von Egmond (1522–1568)

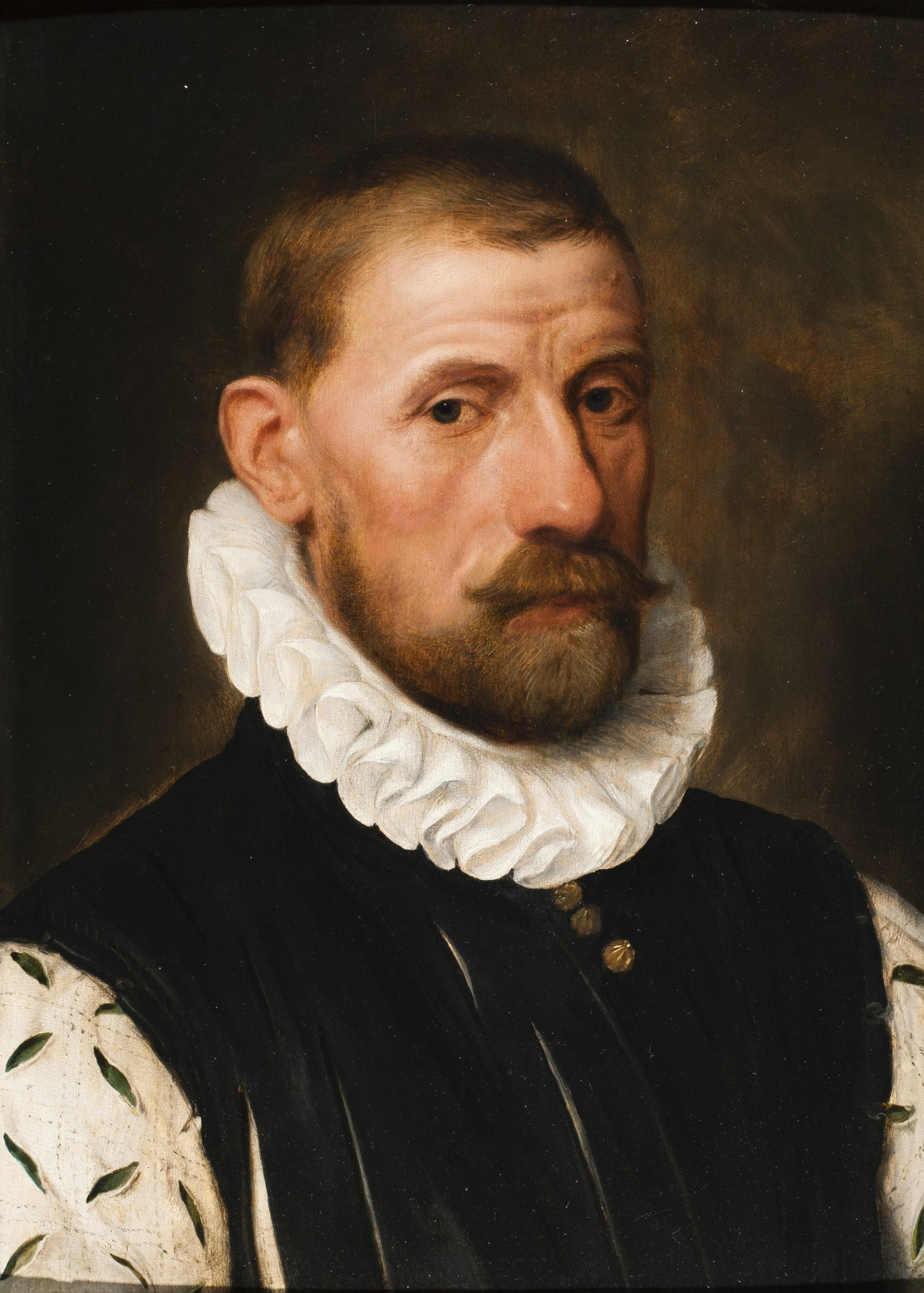
Lamoral von Egmond (1522–1568)

- Egmond, Max van (* 1936), niederländischer Sänger
- Egmond, Maximilian von († 1548), niederländischer General, Statthalter von Friesland, Groningen und Overijssel sowie Generalkapitän der Niederlande
- Egmond, Piet van (1912–1982), niederländischer Organist und Dirigent
- Egmont, Justus van (1601–1674), flämischer Maler
- Egmont, Maria Christina van († 1622), niederländische Adelige
- Egmont, Sabina van (1562–1614), niederländische Adelige

### Egn
- Egnatia Mariniana, Ehefrau des römischen Kaisers Valerian
- Egnatius Catus, Quintus, römischer Statthalter
- Egnatius Celer, Publius, stoischer Philosophielehrer unter Nero und Vespasian, Delator
- Egnatius Lollianus, Quintus Flavius Maesius, spätantiker Senator und Beamter, Konsul 355
- Egnatius Lucilianus, Angehöriger des römischen Senatorenstandes (Kaiserzeit)
- Egnatius Marcellinus, Marcus, römischer Suffektkonsul (116)
- Egnatius Rufus, Marcus († 19 v. Chr.), römischer Senator und Politiker zur Zeit des Augustus
- Egnatius Verecundus, römischer Offizier (Kaiserzeit)
- Egnatius, Gellius († 295 v. Chr.), militärischer Führer der Samniten
- Egnatius, Gnaeus, römischer Politiker
- Egnell, Claes (1916–2012), schwedischer Moderner Fünfkämpfer
- Egner, Achim (* 1957), deutscher Jurist, Vorstandssprecher der REWE-Zentral AG
- Egner, Björn (* 1976), deutscher Politikwissenschaftler
- Egner, Dieter (* 1944), deutscher Politiker (SPD)
- Egner, Erich (1901–1990), deutscher Volkswirt
- Egner, Eugen (* 1951), deutscher Schriftsteller, Zeichner und MusikerEugen Egner (* 1951)

Eugen Egner (* 1951)

- Egner, Fritz (* 1949), deutscher Hörfunk- und Fernsehmoderator
- Egner, Heike (* 1963), deutsche Humangeographin
- Egner, Hermann (1947–2005), deutscher Posaunist und Komponist
- Egner, Marie (1850–1940), österreichische Malerin
- Egner, Maxine (* 2004), botswanische Schwimmerin
- Egner, Peter (1922–2011), deutscher Kriegsverbrecher, SD-Mitglied
- Egner, Thorbjørn (1912–1990), norwegischer Kinderbuchautor und -illustratorThorbjørn Egner (1912–1990)

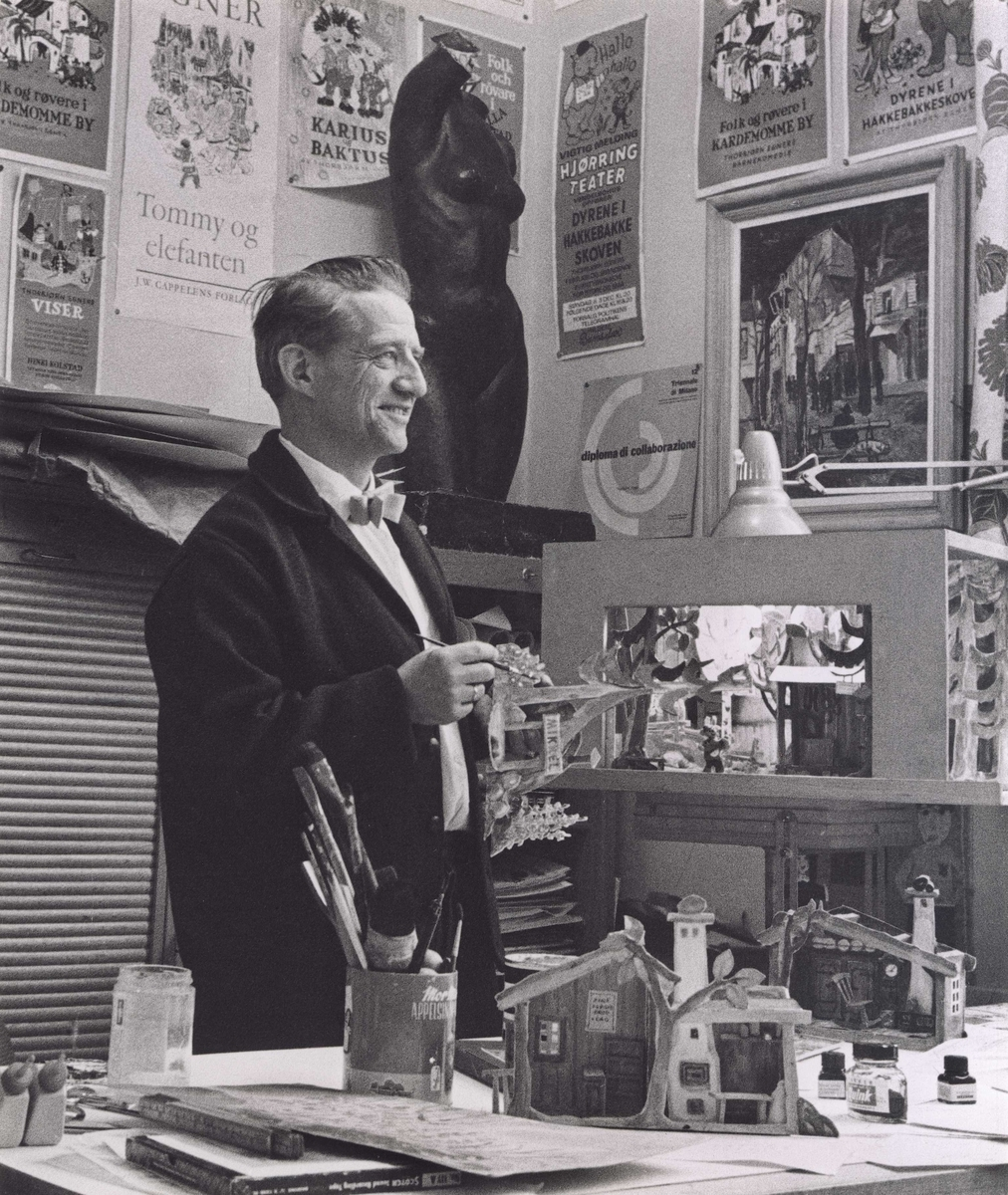
Thorbjørn Egner (1912–1990)

- Egner, Ursula, deutsche Behindertensportlerin
- Egno von Eppan († 1273), Fürstbischof von Brixen und Trient
- Egnor, Virginia Ruth (1921–2001), US-amerikanische Fernsehmoderatorin und Komikerin
- Egnot, Leslie (* 1963), neuseeländische Seglerin

### Ego
- Ego, Beate (* 1958), deutsche evangelische Theologin
- Ego, Ken’ichi (* 1979), japanischer Fußballspieler
- Egoku, Dōmyō (1632–1721), Zen-Mönch und früher japanischer Konvertit zur Ōbaku-shū
- Egolf, Gretchen (* 1973), US-amerikanische Schauspielerin
- Egolf, Tristan (1971–2005), US-amerikanischer Schriftsteller und Musiker
- Egon VIII. (1588–1635), Reichsgraf von Fürstenberg-Heiligenberg, bayerischer Generalfeldzeugmeister und Heerführer im Dreißigjährigen Krieg
- Egonda-Ntende, Frederick (* 1957), ugandischer Richter
- Egonu, Paola (* 1998), italienische Volleyballspielerin
- Egorov, Alexandre (* 1954), russisch-schweizerischer Maler
- Egoscue, Pete (* 1945), US-amerikanischer Unternehmer und Sachbuchautor
- Egoyan, Atom (* 1960), kanadisch-armenischer FilmregisseurAtom Egoyan (* 1960)

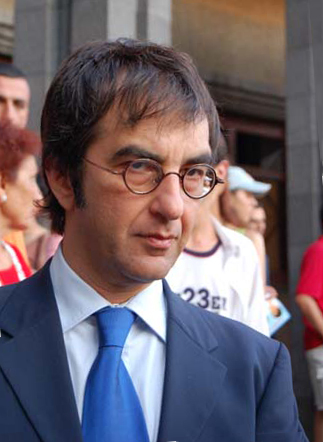
Atom Egoyan (* 1960)

- Egozkue, Naiara (* 1983), spanische Handballspielerin

### Egr
- Egranus, Johannes Sylvius († 1535), deutscher Theologe, Humanist und Reformator
- Egresi, Vilma (1936–1979), ungarische Kanutin
- Egressy, Béni (1814–1851), ungarischer Komponist, Librettist, Übersetzer und Schauspieler
- Egressy, Gábor (1808–1866), ungarischer Schauspieler
- Egressy, Gábor (* 1974), ungarischer Fußballspieler
- Egressy, Zoltán (* 1967), ungarischer Bühnenautor
- Égreteaud, Jean (* 1937), französischer Autorennfahrer
- Egri, János (* 1966), ungarischer Jazzmusiker (Kontrabass)
- Egri, Lajos (1888–1967), ungarisch-amerikanischer Autor
- Eğribaş, Dursun Ali (1933–2014), türkischer Ringer
- Eğribayat, İrfan Can (* 1998), türkischer Fußballtorhüterİrfan Can Eğribayat (* 1998)

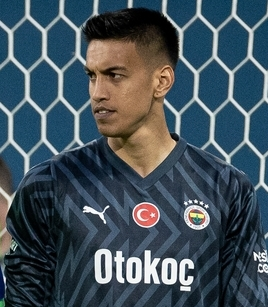
İrfan Can Eğribayat (* 1998)

- Egrilius Plarianus, Aulus, römischer Suffektkonsul 128
- Egrilius Plarianus, Quintus, römischer Konsul 144
- Egry, József (1883–1951), ungarischer Maler

### Egs
- Egstad, Jonathan (* 1965), US-amerikanischer Spezialeffektkünstler

### Egt
- Egter van Wissekerke, Anna (1872–1969), niederländische Malerin, Grafikerin und Zeichnerin
- Egtermeyer, Nils (* 1983), deutscher Fernsehkoch

### Egu
- Eguavoen, Augustine (* 1965), nigerianischer Fußballspieler und -trainer
- Eguchi, Fujie (1932–2021), japanische Tischtennisspielerin
- Eguchi, Katsuya (* 1965), japanischer Videospielentwickler bei Nintendo
- Eguchi, Misa (* 1992), japanische Tennisspielerin
- Eguchi, Nao (* 1992), japanischer Fußballspieler
- Eguchi, Ryoma (* 1999), japanischer Fußballspieler
- Eguchi, Takaya (1900–1977), japanischer Tänzer
- Eguchi, Tomoji (* 1977), japanischer Fußballspieler
- Eguchi, Tōru (1948–2019), japanischer Physiker
- Eguchi, Yōsuke (* 1967), japanischer Dichter, Schauspieler und Sänger
- Egüés, Manuel de (1657–1729), spanischer Komponist
- Eguía Lis, Joaquín (1833–1917), mexikanischer Jurist und Rektor der Universidad Nacional de México
- Eguía Seguí, Enrique (* 1962), argentinischer römisch-katholischer Geistlicher, Prälat von Deán Funes
- Eguibar, Lucas (* 1994), spanischer Snowboarder
- Eguiguren Galarraga, Manuel (1930–2012), spanischer Ordensgeistlicher, Weihbischof in El Beni o Beni
- Eguiguren, María Ignacia (* 1992), chilenische Hürdenläuferin
- Eguiluz Soto, Velia (* 1965), mexikanische Beachvolleyballspielerin
- Eguiluz, Augusto (1893–1969), chilenischer Maler
- Eguren Anselmi, José Antonio (* 1956), peruanischer Ordensgeistlicher, emeritierter römisch-katholischer Erzbischof von Piura
- Eguren, Sebastián (* 1981), uruguayischer Fußballspieler
- Egurrola, Damaris (* 1999), niederländisch-spanisch-US-amerikanische Fußballspielerin
- Egusquiza, Juan Bautista (1845–1902), paraguayischer Brigadegeneral, Minister und Staatspräsident (1894–1898)
- Egutidze, Anri (* 1996), portugiesischer Judoka

### Egw
- Egwala Seyon († 1818), Kaiser von Äthiopien (1801–1818)
- Egward, erster Bischof des slawischen Bistums Oldenburg (um 968/972 bis um 973)
- Egwero, Ogho-Oghene (* 1988), nigerianischer Sprinter
- Egwuatu, Cecil (* 1980), deutsch-nigerianischer Basketballspieler
- Egwuchukwu Ezeonyia, Vincent Valentine (1941–2015), nigerianischer Geistlicher, Bischof von Aba
- Egwuekwe, Azubuike (* 1989), nigerianischer Fußballspieler
- Egwunyenga, Anthony (* 1943), nigerianischer Sprinter

### Egy
- Egydy, David (* 1983), tschechischer Bobfahrer
- Egyed, Alexander, Informatiker und Professor für Engineering of Software-Intensive-Systems JKU Linz
- Egyed, László (1914–1970), ungarischer Geophysiker
- Egyir, Janet (* 1992), ghanaische Fußballspielerin
- Egyptien, Jürgen (* 1955), deutscher Schriftsteller und Literaturwissenschaftler

### Egz
- Egziabher, Tewolde Berhan Gebre (1940–2023), äthiopischer Umweltschützer und Professor für Biologie